# Романцев, Олег Иванович
Оле́г Ива́нович Рома́нцев (род. 4 января 1954, Гавриловское, Рязанская область) — советский футболист, выступавший на позиции защитника, позже советский и российский футбольный тренер. Мастер спорта СССР международного класса (1980). Заслуженный тренер РСФСР (1990). Как игрок известен по выступлениям за красноярский клуб «Автомобилист» (ныне «Енисей») и московский «Спартак», в составе сборной СССР стал бронзовым призёром летних Олимпийских игр 1980 года.
Бо́льшая часть тренерской карьеры Романцева была связана с московским «Спартаком», главным тренером которого он проработал с 1989 по 2003 год (с учётом перерыва в 1996 году), выиграв с ним восемь чемпионатов России и один чемпионат СССР, благодаря чему стал наиболее титулованным тренером в истории чемпионатов России по футболу. Романцев дважды руководил сборной России в 1994—1996 и 1998—2002 годах, выведя её в финальные этапы чемпионата Европы по футболу 1996 и чемпионата мира по футболу 2002 годов, однако в обоих случаях не преодолевал с ней групповой этап этих турниров.
После ухода из «Спартака» Романцев работал в 2003—2005 годах в подмосковном «Сатурне» и московском «Динамо». В 2009—2012 годах он занимал должность тренера-консультанта «Спартака», после чего завершил активную тренерскую деятельность по состоянию здоровья и в связи с психологической усталостью.

## Ранние годы
Олег Иванович Романцев родился 4 января 1954 года в селе Гавриловское Спасского района Рязанской области. Отец — Иван Николаевич Романцев, работал на инженерных и руководящих должностях в ряде дорожно-строительных организаций, вследствие чего много ездил по стране; играл за любительские футбольные команды. Мать — Клавдия Васильевна Романцева, закройщица в ателье. У него были старшие брат и сестра, которые рано ушли из дома (сестра вышла замуж за одного из родственников Василия Шукшина, брат поступил в институт и переехал в общежитие). Со слов Олега, отец ушёл из семьи, когда дети ещё учились в школе, и уехал в Уссурийск, хотя следил за карьерой Олега. С родителями Олег много ездил по стране, побывав на Кольском полуострове, в Горном Алтае и Киргизской ССР (Олег пошёл в 1-й класс школы города Ош), а в Красноярск семья переехала, когда Олег учился в 3-м классе школы (до этого он поменял три школы на Алтае). На каникулах он подрабатывал на домостроительном комбинате помощником грузчика, начиная с 6-го класса, и мечтал стать машинистом — семья проживала недалеко от железной дороги.
По собственным словам, Олег вырос в неблагополучном районе Красноярска, однако желание быть первым в футболе позволило избежать ему криминальных склонностей. Играть в футбол он начинал во дворе, используя порой как обычные мячи, так и мячи для водного поло (порой приходилось играть ненакачанным ватерпольным мячом). Помимо этого, он профессионально занимался баскетболом (профилирующий предмет в его школе), выступая с командой в чемпионате города и края, а также играя за сборную Красноярского края на первенстве Сибири и Дальнего Востока. С одной из тренировок Романцева выгнали за то, что он решил с командой поиграть баскетбольным мячом в футбол, а вскоре Романцев предпочёл баскетболу именно футбол, хотя баскетбол ему помог развить координацию и физические характеристики. Он играл в хоккей с мячом, но, по собственным словам, очень плохо, хотя в дальнейшем с удовольствием смотрел матчи по этому виду спорта.
Олег начал выступления в футболе в составе детской команды «Металлург», игравшей в чемпионате Красноярска. Первым его тренером стал Юрий Уринович. Олег выступал за детские, юношеские и взрослые составы «Металлурга», позже став его капитаном, а затем перешёл в команду «Автомобилист» — когда он играл во взрослой команде, соперники порой требовали убрать Олега с поля, считая его ещё не созревшим для матчей подобного уровня. В составе этого клуба он начинал играть на позиции нападающего: дебютировал на юношеском первенстве Сибири и Дальнего Востока в Абакане, забив 7 мячей в 4 матчах, одержав с командой победу и получив приз лучшего игрока. С командой он позже выиграл зональное первенство Сибири и Дальнего Востока, а также стал бронзовым призёром чемпионата СССР среди юношей.
По собственным воспоминаниям, Романцев провёл первую игру за «Автомобилист» в выездном матче в Прокопьевске, заменив игравшего под 11-м номером Вадима Осадчего. По совпадению, перед матчем Олег пошёл с Александром Тархановым в кино «на 11-часовой сеанс», заняв 11-й ряд и 11-е место; в матче он вышел под 11-м номером Осадчего и забил первый свой гол на 11-й минуте. По окончании школы Романцев поступил в Красноярский педагогический институт, не будучи уверенным, что свяжет свою дальнейшую карьеру с футболом, и не предполагая, что с помощью футбола можно зарабатывать деньги. В качестве своих зарубежных футбольных кумиров он называл Пеле, Йохана Кройфа и Франца Беккенбауэра. Также Романцев лично познакомился с Львом Яшиным.

## Игровая карьера

### «Автомобилист»
Первый матч за основной состав «Автомобилиста» Романцев провёл 29 июля 1971 года против целиноградского «Динамо», выйдя на поле на 76-й минуте вместо Владимира Иванова. 6 августа того же года в матче против «Спартака» из Семипалатинска он забил свой первый гол в основном составе красноярской команды, получив передачу с фланга и нанеся удар из штрафной соперника. В одном из последующих матчей Романцев отличился дважды, принеся победу 3:2, благодаря чему и закрепился в основном составе команды. В последующие два-три года Романцевым заинтересовались тренеры многих клубов, в том числе и Валерий Лобановский, однако Олег не торопился никуда переходить. Позже в одном из матчей Романцев перешёл на позицию защитника, на которой и продолжил играть в дальнейшем.

### Московский «Спартак»: уход и возвращение
В 1976 году в Красноярск на товарищеский матч приехал московский «Спартак», тренерский штаб которого обратил на молодого защитника внимание и пригласил его к себе в команду. Романцев сыграл два матча против ленинградского «Зенита» и московского «Локомотива». На игру против ленинградцев 17 августа того же года он вышел за 8 минут до конца матча при счёте 1:2 не в пользу «Спартака» и отметился опасным ударом по воротам, однако команда поражения не избежала. 21 августа того же года его клуб победил команду «Локомотив» 3:1, а Романцев отыграл все 90 минут. Тем не менее, общие впечатления у Романцева от команды остались негативными: он считал, что в коллективе не было никаких признаков единства, а были лишь склоки между двумя враждебно настроенными друг к другу лагерями. Спустя некоторое время он самовольно покинул клуб и уехал на поезде домой, вернувшись в расположение «Автомобилиста» — до Красноярска он добирался трое с половиной суток, не предупредив никого об отъезде. С его слов, после матча против «Локомотива» (3:1) один из ветеранов команды накричал на Романцева, а тот в ответ отказался с ним играть. С базы в Тарасовке Романцев забрал только бутсы.
Все просьбы «Спартака» вернуться в клуб Романцев отклонил, несмотря на уговоры со стороны нового тренера Константина Бескова, который пришёл в команду в 1977 году. Спустя несколько дней после очередного разговора с Бесковым, в котором Олег заявил об отказе возвращаться в «Спартак», игроку поступило сообщение о вызове в сборную СССР на игру в Сочи: отказ от вызова грозил дисквалификацией на пять матчей вне зависимости от причины отказа, и Романцев полетел в Сочи через Москву на сборы. В аэропорту его встретил второй тренер «Спартака» Иван Варламов, который предложил Романцеву потренироваться на базе «Спартака» в Тарасовке, поскольку отправление сборной якобы было задержано на неделю, а клуб участвовал в турне по Испании. Позже вернулась команда, а на встрече с Константином Бесковым Романцев узнал, ради чего была спланирована вся эта затея — Бесков просто хотел в деле посмотреть на защитника, поскольку руководство клуба считало Романцева важным для своей команды и не желало расставаться с игроком. После уговоров Романцев согласился, но не пожелал переезжать в Москву, пока ему не пообещали квартиру — в Москву он переехал со своей супругой.
Дебют Романцева за «Спартак» в 1977 году состоялся 23 августа против свердловского «Уралмаша» (победа 5:1). Через год Романцев был избран капитаном команды, занимая эту должность до 1983 года: дебют состоялся 23 мая в матче против ворошиловградской «Зари» (0:0). По словам Романцева, в клубе были два кандидата на пост капитана, которые презирали друг друга и пытались перетянуть на свою сторону большинство игроков, из-за чего Романцев отказывался участвовать в их спорах и игнорировал любые посиделки. Позже, когда принималось решение о выборе капитана, вся команда единогласно избрала Романцева новым лидером команды. В 1979 году Романцев стал с командой чемпионом СССР: клуб в дальнейшем регулярно попадал в призёры и участвовал в еврокубках. В частности, Романцев принимал участие в гостевом матче Кубка УЕФА 29 сентября 1982 года против «Арсенала», в котором «спартаковцы» победили 5:2, а болельщики на «Хайбери» аплодировали гостям стоя. С августа 1976 по июль 1983 года Романцев провёл 165 игр за «Спартак» и забил 6 голов: в его активе, помимо чемпионства 1979 года, были серебряные медали 1980, 1981 и 1983 года, а также бронзовые медали 1982 года. В 1979 году он выиграл Спартакиаду народов СССР, а в 1981 году дошёл до финала Кубка СССР. В еврокубках Романцев сыграл 16 матчей: 6 в Кубке европейских чемпионов и 10 в Кубке УЕФА.

### Сборная СССР
Высокая конкуренция позволила Романцеву провести лишь 9 матчей за сборную СССР, за которую он дебютировал 26 марта 1980 года против Болгарии (победа 3:1). Наиболее значимым для него стал матч 15 июня 1980 года против сборной Бразилии на «Маракане», выигранный советской командой со счётом 2:1. В том матче Романцев вывел сборную с капитанской повязкой. По словам самого «спартаковца», в той встрече команды играли медленно из-за ужасного качества поля. Помимо этого, Олег Романцев привлекался во вторую сборную СССР.
В составе олимпийской сборной СССР он принял участие в турнире Московской Олимпиады 1980 года, где стал бронзовым призёром, отыграв шесть матчей. В игре группового этапа против Кубы, состоявшейся 24 июля, Романцев забил гол (победа 8:0); в полуфинале 29 июля против ГДР (поражение 0:1) заработал жёлтую карточку. Последней игрой в основной сборной для Романцева стала игра 5 мая 1982 года против ГДР (победа 1:0), когда он вышел на замену на 87-й минуте вместо Сергея Балтачи. Романцев был включён в заявку на чемпионат мира 1982 года, но ни разу не вышел на поле.

### Завершение карьеры
Романцев за время своей игровой карьеры перенёс ряд травм, в том числе восемь сотрясений мозга и шесть переломов. Одна из полученных им травм стала предпосылкой к завершению его игровой карьеры. По свидетельствам тренера второй сборной СССР Геннадия Логофета, во время товарищеского матча второй сборной СССР против первой сборной Мексики Романцев неудачно прыгнул, когда рядом не было никого из игроков противника, упал на газон и получил травму со смещением позвонков. Сам Романцев рассказывал, что эта игра проходила в Лос-Анджелесе в сильный дождь со слякотью, а неудачное падение произошло на последней минуте встречи: Олег из-за боли не мог ни пошевелиться, ни даже вздохнуть. Из-за грязи игроки буквально сливались с газоном и не различали друг друга, а команда после финального свистка ушла с поля, не увидев лежащего Романцева. Работники стадиона и судья всё же нашли потерявшегося игрока и вызвали бригаду врачей, чтобы унести его с поля. Последствия травмы позвонков преследовали Романцева и в течение его тренерской карьеры.
Окончательное завершение карьеры Романцева состоялось в 1983 году формально из-за серьёзной травмы голеностопа, от которой он не восстановился до конца. 5 июля 1983 года «Спартак» проиграл минскому «Динамо» в матче чемпионата СССР со счётом 2:3, а Константин Бесков в разговоре с Николаем Старостиным раскритиковал игру Романцева, который выступил неубедительно после травмы и не проявил качеств, соответствующих капитану. Случайно услышавший этот разговор Романцев посчитал, что уже не сможет ничего больше дать команде, вследствие чего написал заявление об уходе из команды, передав его Старостину. Несмотря на попытки переубедить Романцева, он не изменил своего решения: матч против минчан в итоге стал последним в его игровой карьере.

## Тренерская карьера

### «Красная Пресня» и владикавказский «Спартак»
Романцев окончил аспирантуру, получив в итоге два образования (спортивное и юридическое), и намеревался заняться преподавательской деятельностью. После завершения игровой карьеры он учился в Малаховке и готовился защищать кандидатскую диссертацию, когда в 1984 году Николай Старостин назначил его тренером команды второй лиги «Красная Пресня» — фактического фарм-клуба «Спартака», курируемого Мосавтолегтрансом и закреплённого за 7-м таксомоторным парком. Хотя Романцев не имел опыта тренерской работы, Старостин посчитал, что как капитан команды, умеющий общаться с игроками, Романцев справится со своими обязанностями. Олег Иванович одновременно исполнял обязанности рабочего на стадионе, выставляя на поле свет прожекторов: для этого он залезал на высоту около 30 м. При Романцеве в «Красной Пресне» играли будущие звёзды «Спартака» Василий Кульков и Александр Мостовой.
После завершения первого сезона 1984 года, в котором «Пресня» заняла 13-е место, на конференции Федерации футбола Москвы представители Мосавтолегтранса раскритиковали малоопытного Романцева и потребовали его немедленной отставки. За него заступился Николай Старостин, заявив, что Мосавтолегтранс не помогал никоим образом тренеру в его работе. В итоге на конференции единогласно решили оставить Романцева во главе команды. Высшим успехом стала победа клуба в Кубке РСФСР 1985 года — первая и единственная победа какого-либо московского клуба в розыгрыше этого трофея (победа над «Геологом» из Тюмени 2:0). Под руководством Романцева популярность клуба выросла, а на матчах второй лиги с участием «Пресни» стали появляться высокое городское начальство и известные актёры.
В 1988 году Романцев ушёл на повышение, возглавив команду первой лиги «Спартак» из Орджоникидзе: руководство «Спартака» видело в нём перспективного футбольного тренера, но всячески стремилось сохранить специалиста в Москве, а председатель московских профсоюзов Александр Иванович Петлин даже грозился лишением Романцева московской прописки в дальнейшем. С командой из Орджоникидзе Романцев проработал год, но смог занять лишь 13-е место в Первой лиге, а после его ухода команду принял Валерий Газзаев, который позже вывел её в Высшую лигу СССР.

### Первый период работы в «Спартаке»
В январе 1989 года Романцев возглавил московский «Спартак», сменив на этом посту Константина Бескова, у которого был серьёзный конфликт с Николаем Старостиным. Решение назначить на столь ответственный пост тренера, не имевшего опыта работы на высшем уровне, многим казалось авантюрным. Сам Романцев утверждал, что не имел представления о том, почему Старостин выбрал именно его. В первом его сезоне после матчей, в которых Романцев нервничал и активно жестикулировал на бровке, журналисты некоего издания писали, что Бесков выглядел более солидно по сравнению с Олегом Ивановичем; когда же Романцев стал скрывать свои эмоции, это же издание стало обвинять его в безразличии к игре и призывало его брать пример с экспрессивного Валерия Газзаева. Более того, на Романцева оказывалось давление: перед первым матчем романцевского «Спартака» 1989 года против вильнюсского «Жальгириса» Николай Старостин сказал, что в случае поражения Старостина и Романцева исключат из партии. Романцеву при поддержке игроков, многие из которых ещё играли с ним на поле, и лично Николая Старостина, удалось с первой же попытки выиграть чемпионат СССР: стартовый матч против литовцев команда выиграла, а о предыгровом предупреждении Романцев игрокам не рассказывал.
Эффекта триумфу Романцева придала победа над принципиальным соперником — киевским «Динамо» — в предпоследнем туре со счётом 2:1, одержанная благодаря голу на последних минутах Валерия Шмарова со штрафного и позволившая «Спартаку» на два очка опередить ставший вторым «Днепр». Ещё в первом круге «красно-белые» разгромили киевлян 4:1 (дважды отличился Сергей Родионов, по одному голу забили Александр Мостовой и Валерий Шмаров). В следующем сезоне команда заметно сдала позиции, заняв по его итогам лишь 5-е место. Осенью 1990 года «красно-белые» начали свой путь в Кубке европейских чемпионов, где добрались до полуфинала, поочерёдно выбив из турнира пражскую «Спарту», ведомый Диего Марадоной «Наполи», а также «Реал Мадрид» — под руководством Романцева команда впервые прошла четвертьфинал еврокубкового турнира. В полуфинале спартаковцы уступили «Марселю» по сумме двух матчей со счётом 2:5, а выход в полуфинал Кубка европейских чемпионов до сих пор остаётся лучшим результатом в истории клуба на международной арене.
В 1991 году «Спартак» под руководством Романцева стал серебряным призёром последнего чемпионата СССР, уступив первое место ЦСКА, хотя в личных встречах «красно-белые» дважды победили 2:0 и 1:0: по мнению Романцева, причиной могло быть необъективное судейство. Тогда же Романцев выиграл последний в истории Кубок СССР, в финале которого со счётом 2:0 был обыгран тот же ЦСКА. Примерно в это время Романцев получил предложение возглавить вышедший в Примеру испанский клуб «Депортиво Ла-Корунья» от действовавшего тренера команды Арсенио Иглесиаса, желавшего поставить «спартаковский» футбол: на связь Романцева вывел Алексей Прудников. Он посетил Ла-Корунью, где был тепло принят и пообщался с местными жителями, но после долгих раздумий отказался, заявив, что не может бросить Россию и долго находиться за границей. Огорчённый отказом президент клуба всё же передал Романцеву проект контракта, заявив, что по первому же предложению Романцева подпишет его с российским специалистом в любое время. По словам тренера «Спартака», ему поступали предложения о работе главным тренером от ведущих клубов Испании, Италии, Германии и Австрии с выгодными контрактами.
После распада СССР «Спартак» стал флагманом отечественного футбола, уверенно выиграв первые три чемпионата России и Кубок России в 1994 году. Игра «Спартака» в этот период характеризовалась комбинационным футболом с многочисленными «стеночками» и забеганиями, а также многоходовыми комбинациями с мелким пасом. Влияние Романцева на дела клуба в этот период было столь велико, что в 1993 году он занял должность президента клуба, которую не оставлял вплоть до 2002 года, совмещая с работой главного тренера. Когда у «Спартака» появился собственный клубный автобус, то негласной традицией стало его немедленное отправление в путь после того, как туда зайдёт Романцев: в 1993 году Андрей Тихонов зашёл в автобус позже Романцева, за что был отправлен на год в команду дублёров. В 1993 году «Спартак» вновь дошёл до полуфинала европейского турнира, на этот раз Кубка обладателей кубков УЕФА. На пути к полуфиналу «красно-белые» выбили из турнира «Ливерпуль» (с общим счётом 6:2) и «Фейеноорд» (со счётом 4:1 по сумме двух матчей). Соперником «Спартака» по полуфиналу стал скромный бельгийский «Антверпен». Победив в домашнем матче с минимальным счётом, спартаковцы сумели открыть счёт и на выезде, после чего пропустили два гола, что не влияло на турнирный расклад. Решающую роль в исходе противостояния сыграл португальский арбитр Жорже Короаду, который ошибочно удалил с поля Виктора Онопко и назначил пенальти в крайне спорной ситуации (в момент нарушения мяч находился на другом участке поля). Бельгийцы реализовали пенальти и не позволили «Спартаку» забить хотя бы один гол, обеспечив себе выход в финал. Романцев вспоминал, что хотел буквально «задушить» арбитра.
В 1995 году «Спартак» финишировал в чемпионате лишь третьим, пропустив вперёд себя сенсационно выигравший первенство «Спартак-Аланию» и занявший второе место московский «Локомотив». Проблемы у «Спартака» обозначились ещё в первом круге, когда к 10-му туру «красно-белые» подходили с 3 победами и 4 поражениями. Романцев обвинял судей в поражениях команды и заявил о ведении «целенаправленной работы» против «Спартака», хотя многое решилось в 6-м туре, когда команда Романцева проиграла «Спартаку-Алании» в Москве. После этого Романцев временно оставил пост главного тренера «Спартака», чтобы сосредоточиться на работе со сборной России, но сохранил пост президента в клубе: тренерский штаб возглавил его ассистент и друг Георгий Ярцев, который в 1996 году вернул команде чемпионский титул, обыграв «Аланию» в дополнительном матче в Санкт-Петербурге со счётом 2:1. К этому же периоду относится очередная яркая вспышка «Спартака» на международной арене, когда на групповом этапе Лиги чемпионов 1995/1996 клуб выиграл все шесть матчей и стал всего лишь третьим клубом, которому удалось добиться подобного результата. По словам Романцева, в игре против норвежского «Русенборга» он сделал две свои лучшие замены за время работы в клубе, выпустив Дмитрия Аленичева вместо Андрея Пятницкого и Валерия Кечинова вместо Валерия Шмарова: проигрывая с разницей в два мяча, «Спартак» благодаря этим заменам вырвал победу, поскольку Аленичев сократил разрыв в счёте, а затем в ворота норвежцев были забиты ещё три мяча (один — Юрий Никифоров, два — Валерий Кечинов).
На стадии четвертьфинала «красно-белые» уступили «Нанту» (2:4 по сумме двух матчей), а пост главного тренера к тому моменту занимал Ярцев. Причиной неудачи стал отъезд четырёх ключевых игроков, произошедший в зимнее трансферное окно: если о переходе Виктора Онопко в «Овьедо» руководству «красно-белых» уже было известно заранее, то уход Василия Кулькова и Сергея Юрана в «Милуолл» и Станислава Черчесова в «Тироль» стали неожиданностью для клуба, который в итоге не смог найти им полноценную замену. Романцев пытался сделать всё возможное, чтобы сохранить игроков в составе команды хотя бы до начала чемпионата Европы 1996 года, но не смог этого сделать: это послужило одним из факторов его ухода с поста главного тренера «Спартака» и сосредоточения на работе в сборной России.
По воспоминаниям администратора клуба Александра Хаджи, одной из причин для отъезда Черчесова, Юрана и Кулькова в зарубежные клубы стал спор о разделении между игроками и клубом премиальных, переведённых «Спартаку» от УЕФА за шесть побед на групповом этапе Лиги чемпионов: Романцев настаивал на том, чтобы часть средств была перечислена клубу, у которого было крайне сложное финансовое положение, а часть пошла бы на премии игрокам; футболисты же хотели разделить абсолютно все средства между игроками. Не сумев доказать свою точку зрения, игроки решили покинуть команду. Поскольку и Кульков, и Юран были заинтересованы в скорейшем отъезде в Западную Европу, то руководство «Спартака» вынуждено было пойти им навстречу и отпустить их. Как позже выяснилось, отъезду Черчесова способствовал и тот факт, что «Спартак» за месяц до истечения контракта должен был сообщить ему о предложении продлить действовавший контракт, но этого предложения так и не поступило. Примерно в это то же время Романцев снова отправился в Ла-Корунью для обсуждения своего возможного перехода в «Депортиво», однако пробыл там неделю и вернулся домой, рассчитывая, что в стране изменится ситуация к лучшему настолько, что отъезд за границу перестанет быть жизненно важным условием для построения успешной футбольной карьеры.

### Первый период в сборной России
28 июля 1994 года на заседании исполкома Российского футбольного союза было принято решение отправить в отставку Павла Садырина, не справившегося со своей работой в сборной России и не преодолевшего с командой групповой этап чемпионата мира в США. Тренером сборной стал Олег Романцев, совмещавший этот пост с работой в «Спартаке» на постах главного тренера и президента: решение о назначении на этот пост тренера с совмещением постов было принято впервые со времён назначения Валерия Лобановского, поскольку Анатолию Бышовцу и Садырину в совмещении работы сборной и деятельности в клубах прежде отказывали. Президент РФС Вячеслав Колосков заявил, что это совмещение может пойти на пользу российскому футболу. Романцев к тому моменту уже выиграл два чемпионата России 1992 и 1993 годов, ожидая победы в 1994 году, и принял предложение возглавить сборную без дополнительных уговоров.

#### Отборочный цикл Евро-1996
В самом первом интервью в должности тренера сборной Романцев заявил, что готов совмещать посты клубного тренера и тренера сборной, поскольку со многими игроками сборной он был уже знаком по работе в «Спартаке», а они продолжали привлекаться в команду. Решение о совмещении поддержал Николай Старостин. В то же время Романцев объявил о намерениях покинуть пост президента клуба, но оставил эту должность только в 2002 году. Во избежание очередных конфликтов в сборной Романцев объявил о приглашении всех, кто желает играть за сборную (в том числе подписавших «письмо четырнадцати»), и сохранил в тренерском штабе место для Бориса Игнатьева. В то же время Олег Саленко в дальнейшем полностью игнорировался Романцевым, поскольку этого якобы потребовали Игорь Шалимов, Игорь Колыванов и Сергей Кирьяков. Романцев утверждал, что ещё перед стартом отборочного турнира к чемпионату Европы 1996 года он предложил повысить премиальные игрокам за победу до 5 тысяч долларов США каждому в отдельных, ключевых встречах (прежде премиальные за любую победу составляли 3 тысячи), однако от игроков якобы прозвучали ответные требования выплачивать такие премиальные после любой победы. Игорь Добровольский отрицал, что такая тема хотя бы раз поднималась на собраниях сборной во время работы Олега Романцева.
Первый матч сборной России под руководством Олега Романцева состоялся 17 августа 1994 года, когда россияне со счётом 3:0 победили сборную Австрии. Под руководством Романцева российская сборная уверенно прошла отборочный турнир к Евро-1996: в 10 матчах она потеряла очки только дважды, оба раза сыграв вничью с Шотландией (0:0 и 1:1), в то время как основные преследователи в лице греков и финнов в 1994 году были разгромлены Россией в её гостевых встречах со счётом 3:0 и 6:0 соответственно. По итогам отборочного турнира сборная России стала его самой результативной командой с 34 забитыми и 5 пропущенными мячами, а авторитет Романцева как лучшего тренера России к тому моменту укрепился и благодаря победной серии «Спартака» в Лиге чемпионов. В финальной стадии чемпионата Европы россияне попали в сложную группу C с будущими финалистами — сборными Германии (чемпион) и Чехии (серебряный призёр) — и серебряным призёром минувшего чемпионата мира сборной Италии. Сборная России на тот момент занимала 3-е место в рейтинге ФИФА, не потерпев ни одного поражения с начала 1995 года даже в товарищеских матчах, поэтому некоторые российские СМИ предсказывали команде успешное выступление на Евро, начиная от выхода из группы и заканчивая выигрышем самого чемпионата (хотя сборная России с начала отборочного цикла не играла против действительно сопоставимых в классе соперников). Романцев рассчитывал, что перенесённая на сборную «спартаковская» модель игры поможет команде добиться успехов на чемпионате Европы.

#### Провал на Евро-1996
По словам Романцева, перед началом турнира в команде случился скандал по поводу выплаты премиальных за выход в финальный этап и в итоге приведший к провалу сборной: в 2002 году Романцев назвал это «проблемой с делёжкой денег». После гостевого товарищеского матча против Катара (победа 5:2), состоявшегося 24 мая 1996 года, на пути в Москву игроки в самолёте получили протоколы по выплате вознаграждения и уже в самолёте стали высказывать своё мнение тренеру по поводу расценок. Согласно таковым, игроки получали 5 тысяч долларов за сам факт участия, однако они потребовали повысить сумму до 15 тысяч (эта сумма выплачивалась в случае невыхода из группы по набранным очкам). Романцев списал споры из-за денег на напряжённость после матча, проходившего в 50-градусной жаре, и в итоге протокол был подписан в исходном виде: условия выплаты были более выгодными для РФС, нежели для игроков. Премиальные за отборочный цикл были выплачены с опозданием, но в намного большем объёме, нежели предполагалось условиями контракта: по всей вероятности, выплата состоялась незадолго до стартового матча против Италии. Игорь Добровольский и Игорь Шалимов отрицали, что команда обсуждала подобные вопросы: Добровольский утверждал, что команда думала только о матчах, а не о финансовых вопросах, а со слов Игоря Шалимова, игроки решили не вести разговоры о деньгах и подписали письмо, в котором отдавали полномочия по обсуждению подобных вопросов Романцеву.
В первом туре сборная России проиграла Италии 1:2, отыграв первый тайм на равных 1:1, пропустив после перерыва и не найдя сил отыграться. Романцев возложил ответственность за поражение на игроков, отметив, что в связи с дисквалификацией Юрия Никифорова, пропускавшего матч, команда толком не смогла сыграть слаженно в обороне, хотя многие были удивлены подобным объяснением; более того, в нападении играл только Игорь Колыванов, которому было неудобно играть в таких условиях. В игре второго тура против Германии команда, несмотря на возвращение Никифорова, продержалась только первый тайм (0:0), упустив две возможности открыть счёт (из убойных позиций не попали по воротам Колыванов и Мостовой), а во втором тайме была наголову разбита немцами 0:3, ещё и оставшись вдесятером после удаления Юрия Ковтуна, дисквалифицированного дополнительно ещё на три матча. Перед игрой третьего тура против Чехии у сборной России был единственный шанс на выход из группы: команде нужно было победить с разницей в 2 мяча и одновременно дождаться победы Германии над Италией с любым счётом, чтобы выйти в следующий раунд. Россияне свели матч вничью 3:3, причём к перерыву они уступали 0:2 — после сделанных Романцевым замен они сумели отыграться и даже выйти вперёд, пропустив от чехов третий гол в самом конце. В итоге Россия покинула чемпионат Европы, не одержав ни одной победы и заняв последнее место в группе. С учётом выступления сборной СНГ это стал уже третий невыход из группового этапа подряд для российской сборной, а сама российская сборная поставила антирекорд участников Евро-1996, пропустив 8 мячей. Для Романцева неудача стала серьёзным психологическим ударом, из-за которого он долго не появлялся на матчах «Спартака».
По мнению ряда экспертов, игроки российской сборной не выдерживали физические нагрузки в каждом матче и не были в состоянии проявить морально-волевые качества. Олег Романцев говорил, что его команда постоянно проваливала вторые таймы и не проявляла бойцовские качества, проигрывая ключевые единоборства, и называл плохую психологическую подготовку к играм в качестве одной из причин неудачи на Евро. В частности, о выступлении своих игроков в матче против Германии тренер высказался крайне жёстким образом, отметив, что одни футболисты «играли плохо, другие — очень плохо». В игре против Чехии команда сумела провести второй тайм более убедительно, но вчистую провалила первый. В то же время имели место и тактические ошибки Романцева: перед игрой с Италией Романцев, пытаясь определиться с составом на правом фланге, поставил туда и Валерия Карпина, и Андрея Канчельскиса. Сам Канчельскис вспоминал, что на тренировках игроки занимались преимущественно «квадратами» и отработкой ударов по воротам. Игорь Добровольский, отрицая прямое влияние на игру команды околоспортивных обстоятельств, утверждал, что «просто соперники оказались сильнее». Игрок высказывался в защиту Романцева как тренера, высоко оценивая его работу в «Спартаке» и считал, что провал на Евро не мог подпортить общую статистику Романцева.
Об условиях пребывания российской сборной в Англии и подготовке к матчам ходило огромное количество слухов. По словам президента РФС Вячеслава Колоскова, во время турнира Романцев вёл себя крайне замкнуто, принимая в своём гостиничном номере только врача и администратора команды и настаивая на том, чтобы ему всегда приносили еду в номер, а с игроками он общался только на поле, редко переходя на нефутбольные темы. Более того, питание игроков не соответствовало спортивным рекомендациям. Василий Уткин говорил, что Романцев появлялся только на тренировках, проводя всё свободное время в своём номере, и предполагал, что Романцев с каждым днём выглядел всё менее уверенно. По словам Добровольского, на результат тогда повлияли многие обстоятельства, начиная от подбора состава, подходившего под философию Романцева, и заканчивая политикой РФС, а Виктор Онопко вспоминал, что у игроков накопилось множество вопросов к РФС по форме, гостиницам и перелётам (игроки летели экономклассом).

### Первая отставка из сборной
Хотя весь «залп со стороны функционеров» РФС был направлен в адрес игроков, об ответственности Романцева за провальный результат высказались такие российские тренеры, как Валерий Газзаев, Павел Садырин и Сергей Андреев. Они назвали выступление сборной в Англии позором и выставлением российского футбола «на всеобщее посмешище» и отметили отсутствие как функциональной, так психологической готовности команды. Перед чемпионатом Европы Романцев в одном из интервью заявил о своих намерениях уйти в отставку с поста тренера сборной в случае неудачного выступления, но уже после самого турнира сказал, что считает преждевременным свой уход, поскольку ему нужно осмыслить всю собранную о сборной информацию, чтобы затем передать её своему преемнику на посту тренера сборной. 9 июля 1996 года Романцев встретился с президентом РФС Вячеславом Колосковым, а в отставку тренер был отправлен по итогам заседания исполкома РФС 11 июля. Вячеслав Иванович, называя провальным опыт совместимости работы в сборной с клубной работой, настаивал на немедленном уходе Романцева с поста президента «Спартака» для продолжения работы в сборной, предупреждая о неизбежной отставке тренера в случае отказа. На самом заседании исполкома РФС Колосков процитировал объяснения Романцева неудовлетворительному результату: тренер заявил, что по ошибке пригласил в команду нескольких игроков, которые пытались решить личные дела в первую очередь и создали в сборной нездоровый ажиотаж .
8 июля, за трое суток до исполкома РФС, Олег Романцев в интервью назвал имена «возмутителей спокойствия» в сборной: ими были Игорь Шалимов (главный, по мнению тренера, «идеолог путчей») и Сергей Кирьяков. Также Романцев посчитал своей ошибкой приглашение Игоря Добровольского. На исполкоме Романцев не появился, а через неделю дал на базе в Тарасовке интервью журналистам, в котором подверг разгромной критике Шалимова и Кирьякова. Кирьяков воспринял обвинения в свой адрес критичнее всего: удачно выйдя на замену в матче с Италией, он ждал своего выхода против Германии в стартовом составе, поскольку как игрок «Карлсруэ» прекрасно знал стиль будущего противника россиян — по его словам, Романцеву советовал выпустить Кирьякова Ринус Михелс. Однако против Германии Кирьяков не вышел, а единственным нападающим в стартовом составе оказался Игорь Колыванов. Более того, Романцев предложил Кирьякову выходить на поле за несколько минут до конца встречи, когда её исход был уже предельно ясен, а Кирьяков в ответ посоветовал Романцеву самому выходить на поле: после этой игры он и вовсе был отчислен из команды с официальной формулировкой — «нарушение условий контракта». Романцев утверждал, что позвал Кирьякова готовиться к выходу уже после первого гола немцев, но тот демонстративно стал медленно шнуровать бутсы, и тренер в итоге отменил замену. Кирьяков перед тем, как покинуть расположение команды, получил все причитающиеся ему премиальные. В прессе утверждалось, что поводом для отчисления Кирьякова стало его интервью немецкой газете, в которой он раскритиковал работу Романцева, в то время как игрокам сборной, согласно заключённым ими контрактам, запрещалось делать подобные заявления о тренерском штабе.

### Второй период работы в «Спартаке»
После неудачи на чемпионате Европы 1996 года Романцев на несколько месяцев исчез из поля зрения прессы, не появляясь на скамейке запасных во время матчей «Спартака». Он снова появился на поле только в «золотом матче» чемпионата России 1996 года в Санкт-Петербурге: к тому моменту уже было известно, что по окончании сезона Романцев вернётся на пост главного тренера «Спартака», сменив Георгия Ярцева. По мнению Василия Уткина, причиной возвращения Олега Ивановича на пост тренера стал его «безумный максимализм». Против назначения Романцева безуспешно попытался выступить почётный президент клуба Станислав Шаталин.
В 1997 году в конце первого круга чемпионата России после поражений от «Динамо» и «Алании» Романцев перестал появляться на матчах официально из-за болей в спине (по другой версии, поводом для отсутствия стали болельщики, постоянно освистывавшие тренера и кричавшие в его адрес оскорбления). Его команда сенсационно не попала в групповой этап Лиги чемпионов УЕФА, проиграв во втором квалификационном раунде словацкому «Кошице» (в первом матче в гостях «Спартак» проиграл 1:2, дома была зафиксирована ничья 0:0). После ответного матча болельщики «Спартака» кричали в адрес уходившего со стадиона тренера «Романцев, убирайся!». В том же году клуб потрясла трагедия: в ночь на 15 июня в посёлке Таратино Владимирской области были застрелены генеральный директор клуба Лариса Нечаева и её подруга Зоя Рудзате; брат Ларисы Геннадий Сорокин был ранен, но выжил и опознал убийц — ранее судимых Александра Здора и Владимира Тинашвили. Расследование убийства усилило психологическую нагрузку на Романцева, но он довёл сезон до конца, выиграв со «Спартаком» очередной чемпионский титул.
В 1998 году «Спартак» оформил «золотой дубль», одержав победы в чемпионате и Кубке России, а также дошёл до полуфинала Кубка УЕФА, достигнув этой еврокубковой стадии в третий раз. В четвертьфинальном противостоянии «Спартак» одержал победу над «Аяксом», победив в гостях 3:1 и дома 1:0 (итоговый счёт двух матчей — 4:1 в пользу москвичей). В этот раз в полуфинале на пути «спартаковцев» встал «Интер», в составе которого на острие атаки играл молодой бразилец Роналдо. Оба полуфинальных матча Кубка УЕФА закончились победами «нерадзурри» со счётом 2:1. В том же году на групповом этапе Лиги чемпионов дома «Спартак» на переполненных «Лужниках» сенсационно нанёс поражение мадридскому «Реалу» со счётом 2:1. В целом «Спартак» в те годы показывал стабильную и зрелую игру, вполне неплохо выступая на международном уровне. Важной вехой для клуба стала продажа Дмитрия Аленичева в итальянскую «Рому», которая положила начало успешной зарубежной карьере Аленичева и принесла долгожданные доходы «Спартаку». Однако поскольку средства от трансфера шли сначала на счёт РФС, а потом на заграничный счёт «Спартака», прокуратура возбудила уголовное дело в отношении Романцева. По законодательству того времени, половина валюты должна была переводиться в рубли, а с другой половины выплачивался налог — после всех вычетов средств оставалось очень мало, и они шли на нужды команды. Вскоре уголовное дело было прекращено, поскольку счёт, на который осуществлялся перевод, не принадлежал Романцеву. В 2004 году стало известно, что с 1995 по 1999 год Российский футбольный союз помогал российским клубам распределять прибыль так, чтобы она не попала под налоги: в частности, с 1995 по 1999 год «Спартак», получивший около 12 млн долларов за выступления в еврокубках, сокрыл около 2,5 млн долларов от российских налогов (при ориентировочной ставке налога на прибыль в 25 % по Москве в те годы).
Чемпионаты России 1999, 2000 и 2001 годов снова оставались за «красно-белыми», однако команда уже не показывала убедительный футбол. В сезоне 1999/2000 в Лиге чемпионов УЕФА «Спартак» потерпел поражения от чешской «Спарты» и от французского «Бордо», следуя традиционным принципам Романцева в виде владения инициативой и минимумом замен: яркая игра не принесла выгоды в виде набранных очков. Так, в домашнем матче против «Спарты» Юрий Ковтун получил на первых минутах жёлтую карточку, не был заменён и во втором тайме заработал вторую жёлтую и удаление. В августе 1999 года в интервью телеканалу НТВ Романцев сказал, что не уходит с поста президента клуба из-за того, что не может никому доверить этот пост: по его словам, он боялся допустить ошибку и назначить человека, политика которого может привести к полному развалу команды. В канун старта чемпионата России 2000 года Романцев заявил, что пост тренера он покинет только в том случае, если у него в России появится серьёзный конкурент, который научит другие команды обыгрывать «Спартак» и покажет лучший футбол, чем у команды Романцева; тренер намеревался бороться с командой за любой европейский клубный трофей. Матч против «Ростсельмаша» 2000 года, в котором «красно-белые» оформили очередное чемпионство, завершился натужной победой 1:0, причём в конце Максим Калиниченко спас команду от верного гола, выбив мяч из пустых ворот, а недовольный игрой Романцев отказался выходить на поле для позирования с игроками.
Последним при Романцеве относительным международным успехом стала лигочемпионская кампания 2000/2001. В первом групповом раунде «красно-белым» удалось добиться побед над крепкими «Байером» (2:0 в домашнем матче) и «Спортингом» (3:1 и 3:0), а также мадридским «Реалом» (1:0), что позволило выйти клубу во второй групповой раунд. Следующий этап начался с многообещающего разгрома «Арсенала» (4:1) в присутствии более 80 тысяч зрителей. Эта победа так и осталась единственной: в оставшихся матчах подопечные Романцева потерпели четыре поражения, один раз сыграли вничью и отметились лишь одним голом. В частности, старт 2001 года для Романцева ознаменовался тремя «сухими» поражениями в Лиге чемпионов (два от «Баварии» и одно от «Арсенала») и ничьей в первом туре чемпионата России против саратовского «Сокола». 31 марта 2001 года команда одержала победу над ЦСКА 1:0, которая не только стала последней в этом дерби перед семилетней безвыигрышной серией, но и была ознаменована массовыми беспорядками в «Лужниках» и на московских улицах. Спустя почти месяц, 28 апреля, команда умудрилась проиграть «Сатурну» 0:3, а через несколько месяцев, ведя в игре против «Ротора» 3:1, упустила победу (ничья 3:3), а тренерский штаб обвинил судей в совершении «примерно 40 ошибок».
К осени 2001 года «Спартак» одержал победы над главными конкурентами в лице ЦСКА и «Локомотива» со счётом 1:0 каждая, но выдавал всё меньше ярких матчей в еврокубках. В российском первенстве выросла конкуренция в лице набиравших обороты преследователей — ЦСКА, «Локомотива» и «Зенита», и его лидерство в целом уже перестало быть безоговорочным. Чемпионство 2001 года было оформлено 27 октября 2001 года в матче против «Зенита»: на гол Андрея Аршавина «спартаковцы» ответили голами Егора Титова, Василия Баранова и Дмитрия Парфёнова, а после финального свистка игроки устроили бурные празднества на поле. Романцев, отмечавший чемпионство с командой, раньше других покинул поле и ушёл в раздевалку. Сезон 2001/2002 для «Спартака» обернулся откровенным провалом: команда набрала всего два очка на первом групповом этапе, а большая часть болельщиков отказалась посещать матчи в связи с неадекватной ценовой политикой, которую утвердил вице-президент клуба Андрей Червиченко, игнорировавший все протесты болельщиков.
Предпосылкой к неудачам «Спартака» в последующих сезонах стала его трансферная политика, в ходе которой в команду попали игроки, прежде не имевшие шансов оказаться в «Спартаке» ни при каких раскладах. Одной из серьёзных трансферных ошибок клуба стал несостоявшийся в 2000 году трансфер Егора Титова в мюнхенскую «Баварию», хотя сам Романцев был не против продажи лидера команды в немецкий клуб. Как выяснилось, от игрока вообще скрыли факт переговоров, не желая его продавать за границу, а Романцев считал, что из-за срыва трансфера в Европу Титов так и не смог реализовать весь свой потенциал. Романцеву пришлось продать основного вратаря Александра Филимонова, желавшего поиграть в Европе: по иронии судьбы, Филимонов ушёл к принципиальному противнику спартаковцев на постсоветском пространстве — в киевское «Динамо». Наконец, серьёзным ударом по команде стала продажа Андрея Тихонова в «Крылья Советов»: Романцев объяснял это тем, что хотел помочь Тихонову раскрыться в другой команде и дать ему реализовать весь его игровой потенциал, хотя между игроком и тренером имел место конфликт.
С начала 2000 года по осень 2002 года за «Спартак» минимум по одному матчу успели отыграть 47 футболистов из России, стран ближнего и дальнего зарубежья: подавляющую часть легионеров Романцев не запомнил, отметив при этом высокую текучесть кадров в команде. Среди потенциальных трансферов Романцевым рассматривались Юрий Жирков и Владислав Радимов, но их предыдущие клубы не отпустили этих игроков в расположение «красно-белых». Массовая скупка легионеров, по мнению Александра Бубнова, также привела к тому, что в основной состав «Спартака» перестали попадать игроки молодёжного состава. После «золотого матча» 2001 года Романцев заявил в разговоре с директором «Спартака» Александром Шикуновым, администратором клуба Александром Хаджи и вице-президентом Андреем Червиченко, что большего с этим составом уже не сможет добиться, поскольку новые игроки не усиливали команду. В октябре 2002 года Романцев вёл переговоры о приобретении Андрея Аршавина, которого хотел поставить на правый фланг, однако Аршавин не только не пожелал разрывать контракт с «Зенитом», но и отказался наотрез играть на такой позиции, а сам Романцев позже признал, что Аршавин не вытеснил бы Титова из команды.

### Второй период в сборной России
Ситуация для сборной России в отборочном турнире к чемпионату Европы 2000 года сложилась катастрофически: команда Анатолия Бышовца проиграла все шесть матчей под его руководством, в том числе три первых матча отборочного цикла, сведя шансы на продолжение борьбы хотя бы за второе место к минимуму и остановившись на 40-м месте рейтинга ФИФА. 28 декабря 1998 года Романцев второй раз в своей карьере возглавил сборную России: по некоторым данным, Исполком РФС провёл тайное голосование, по итогам которого предпочёл видеть во главе сборной именно Олега Романцева, а не Валерия Газзаева. Романцев объявил, что сборная отныне должна выигрывать каждый следующий матч и обязана сражаться даже за «полшанса». Вячеслава Колоскова, по его словам, уговорил принять эту кандидатуру Михаил Гершкович, который поручился за Романцева и заявил, что тот понял свои ошибки, допущенные в 1996 году. Последующие отношения Колоскова с Романцевым были исключительно деловыми.

#### Отборочный цикл к Евро-2000
Сборная России выиграла две первые встречи под руководством Романцева против Армении 3:0 и Андорры 6:1, что не удивило никого, поскольку романцевские команды всегда забивали много откровенно слабым противникам, уступавшим в классе. 5 июня 1999 года сборная России преподнесла сенсацию: играя в гостях на «Стад де Франс» против Франции, действовавшего чемпиона мира, и проигрывая по ходу матча, россияне сумели победить со счётом 3:2 и вернуться в борьбу. Счёт открыл Александр Панов, после чего россияне пропустили дважды, но тот же Панов сравнял счёт, а в конце решающим стал гол Валерия Карпина — вышедший на замену Илья Цымбаларь выдал победный голевой пас на Карпина. Романцев вынужден был ещё в первом тайме убрать с поля Александра Мостового, который играл с незалеченной травмой паха, и до конца отборочного цикла не вызывал его в сборную (непопадание Мостового у Романцева в сборную часто имело место, но исключительно по причине высокой травмоопасности игрока), а сам в какой-то момент был близок к тому, чтобы ещё до третьего гола заменить уставшего Карпина.
Романцев расценивал успех во Франции как трамплин к будущим победам, а россияне после победы дома над Исландией, одержанной со счётом 1:0, спустя четверо суток только подтвердили намерения вырвать путёвку на Евро-2000. В итоге с начала 1999 года россияне выиграли шесть матчей подряд. Для того чтобы получить путёвку на чемпионат Европы, россиянам в последнем туре 9 октября была необходима победа над сборной Украины, что довело бы серию до 7 побед подряд: даже ничья лишала Россию шансов, если бы только Исландия не обыграла Францию в параллельном матче. Перед игрой Романцев был обеспокоен выступлениями Александра Филимонова, который крайне неубедительно смотрелся в «Спартаке» и последних играх сборной России; более того, Романцев отказался вызывать Мостового из-за риска рецидива травмы, сославшись и на то, что сборная справилась с противниками в последующих играх и без Мостового.
По ходу матча россияне имели большое игровое преимущество, но не могли открыть счёт: только на 75-й минуте после гола со штрафного Валерия Карпина сборная России повела в счёте. Роковой стала 88-я минута, когда у левого фланга был назначен штрафной: после удара Андрея Шевченко Филимонов совершил грубую ошибку, пытаясь поймать мяч, и фактически закинул его в собственные ворота. В оставшееся время россияне не смогли отыграться. Ничья лишила россиян даже второго места с учётом того, что Франция выиграла у Исландии 3:2, хотя при счёте 2:0 в свою пользу позволила исландцам сравнять счёт. Для Романцева эта ничья была серьёзным стрессом: на послематчевой пресс-конференции он просил журналистов не задавать ему много вопросов и заявил, что готов уйти из футбола, оговариваясь, что через несколько дней успокоится и вернётся к работе. Много позже Романцев говорил, что пропущенный Филимоновым гол стал для него главным воспоминанием обо всём Евро-2000 и мог сломать самого тренера психологически, хотя в отборочном турнире у него была «приличная команда», а спасение он искал в работе с клубом и сборной. В 2023 году Олег Иванович заявил, что даже не помнил, что именно с ним случилось после матча, хотя позже у него появлялись мысли «застрелиться или из окна броситься».

#### Отборочный цикл к чемпионату мира 2002 года
Несмотря на итоговый невыход на Евро-2000, работа Олега Ивановича была оценена достаточно высоко, поскольку по итогам года он сумел вернуть болельщикам доверие к сборной. Романцеву позволили работать со сборной и в рамках отборочного цикла к чемпионату мира 2002 года, который сборная России прошла ровно и не испытала серьёзных проблем: вернувшийся в команду Александр Мостовой сыграл важную роль в успешном завершении кампании. Выступление не обошлось без эксцессов: 2 сентября 2000 года во время трансляции на стадионе «Динамо» по большому экрану гостевой встречи против Швейцарии уже на 9-й минуте в одном из секторов началась драка, которую приходилось разнимать ОМОНу: 13 человек были госпитализированы, а зачинщики ушли со стадиона и затем устроили «марш-погром на Тверской». В июне 2001 года домашнюю игру против Югославии, завершившуюся со счётом 1:1, журналист газеты «Известия» Игорь Порошин открыто назвал договорной, а в знак протеста Романцев и сборная отказались от общения с прессой вплоть до августа. Наконец, 1 сентября в игре против Словении в гостях на последних минутах игры при счёте 1:1 английский судья Грэм Полл назначил ничем не обоснованный пенальти в ворота россиян, чем вызвал бурю негодования среди российских болельщиков.
Решающий матч против Швейцарии 6 октября был выигран со счётом 4:0, а Владимир Бесчастных, оформивший хет-трик, довёл число забитых им за сборную в одном отборочном цикле голов до 7 и побил рекорд Валерия Карпина. После игры Романцев сказал Колоскову, что намерен уйти из сборной отчасти по причине накопившейся усталости, а отчасти по причине не разрешённых до сих пор неких противоречий с РФС, однако после уговоров со стороны Колоскова решил доработать с командой до конца чемпионата мира. По итогам жеребьёвки россияне попали в группу H с командами Туниса, Японии (хозяева турнира) и Бельгии, что позволяло российским болельщикам надеяться как минимум на выход их команды в плей-офф. Для подготовки к выступлению делегация РФС сама выбрала спорткомплекс для сборной — там были три поля, современные тренажёры и отличная кухня, а хозяева удовлетворяли все просьбы российской делегации.

#### Финальный этап чемпионата мира 2002 года
Накануне турнира российская сборная неубедительно провела товарищеские матчи, не одержав ни одной победы: из пяти матчей команда свела вничью только игру против Франции, проиграв ирландцам, эстонцам, белорусам и югославам. Прежде стабильно вызывавшийся Ролан Гусев не попал в заявку сборной: поводом стал его отказ переходить в «Спартак» в межсезонье и уход в ЦСКА. На фоне неубедительной игры Руслана Нигматуллина в «Вероне» и незалеченной травмы Станислава Черчесова Романцев проигнорировал кандидатуру вратаря «Локомотива» Сергея Овчинникова, что связывали не только с колкими интервью Овчинникова о «Спартаке», но и его неучастием в товарищеском матче 2000 года против второй сборной Германии, что было ошибочно истолковано тренером как нежелание Овчинникова дальше выступать за сборную. Более того, вместо Овчинникова Романцевым всерьёз рассматривалась кандидатура спартаковца Дмитрия Гончарова. В дальнейшем Романцев признал невызов Овчинникова своей серьёзной ошибкой в канун подготовки, сославшись на то, что его об этом якобы попросили несколько опытных игроков перед стартом турнира.
Наиболее серьёзным ударом по сборной стала потеря Александра Мостового: 19 мая 2002 года в игре против Беларуси он получил микротравму задней поверхности бедра, которая не позволяла ему сыграть на чемпионате мира. Мостового включили в заявку, рассчитывая на то, что ему удастся хотя бы частично восстановиться по ходу турнира. Касаемо состава Романцев отметил, что в его команде была группа перспективной молодёжи в лице Марата Измайлова, Дмитрия Сычёва, Руслана Пименова и Александра Кержакова, а также группа возрастных звёздных игроков в лице Виктора Онопко, Александра Мостового и Валерия Карпина, но не было группы игроков «среднего возраста». В целом Романцев считал, что его состав «был не для больших побед»: достойных кандидатур на замену попросту не было, а звёзд мирового класса в заявке не значилось. Серия поражений «Спартака» в матчах первой половины чемпионата России 2002 года поставила под сомнение целесообразность совмещения Романцевым постов в клубе и сборной, а также перспективы выступления команды в Японии. 4 июня 2002 года, за сутки до первого матча против Туниса Романцев объявил, что в случае невыхода сборной из группы уйдёт в отставку.
Победа в первом туре над сборной Туниса со счётом 2:0 стала первой в финальных этапах любых турниров для сборной России с 1994 года, однако была одержана только после того, как вышел на замену 18-летний Дмитрий Сычёв, к тому же команда весь матч играла крайне неубедительно в обороне. Во втором матче против Японии россияне проиграли 0:1, не показав внятной атакующей игры — в одном из эпизодов Владимир Бесчастных не попал по пустым воротам в одном из моментов, хотя бил с очень острого угла. Сам матч был омрачён погромами на Манежной площади, устроенными агрессивными болельщиками: в ходе беспорядков погиб один человек, а некоторые игроки задавались вопросом, не спровоцировали ли они своей вялой игрой массовые погромы. В третьем матче против Бельгии россиянам достаточно было сыграть вничью, чтобы выйти в 1/8 финала и сыграть против сборной Бразилии, но россияне проиграли 2:3 и не вышли группы. Единственным положительным моментом называлась игра Дмитрия Сычёва, со слезами уходившего с поля после поражения от Бельгии. Романцева обвинили в трусливой тактике и выставлении на матч «заведомо обречённого» состава, с которым он в итоге проиграл «самому себе».

### Вторая отставка из сборной
После поражения от Бельгии Романцев в течение 40 минут обсуждал случившуюся ситуацию в присутствии администратора Александра Полинского и своих помощников Сергея Павлова и Михаила Гершковича. Он заявил, что намерен уйти в отставку и что у него нет никаких претензий к РФС, но уже на следующее утро отказался от своих слов, заявив Колоскову, что уйдёт из сборной только после отставки последнего. Позже Романцев утверждал, что РФС создавал ему какие-то проблемы в тренерской работе, но не уточнил, какие именно. 8 июля 2002 года исполком РФС, не приняв от Романцева никаких объяснений провальному результату сборной в Японии, отправил его в отставку. Поражение от Бельгии и невыход из группы болезненно восприняли игроки и болельщики: матч даже обсуждался в Государственной думе, причём депутат от КПРФ Василий Шандыбин открыто обвинил в поражении Романцева, назвав его «плаксой» и заявив о том, что он отправил в Японию состав, неспособный дать результат.
На пресс-конференции РФС Колосков заявил, что Романцев за время своего второго пребывания в сборной России получил суммарные премиальные в размере 95 771 долларов США без учёта призовой суммы за выход в финальный турнир чемпионата мира 2002 года, составлявшей 20 тысяч долларов (игроки сборной, тренерский штаб и её персонал получили от РФС суммарно 1 миллион долларов). Колосков не сообщил, что это были исключительно премиальные средства, а не зарплата (Романцев де-юре и де-факто работал без зарплаты), чем вызвал негодование со стороны бывшего наставника сборной России. Все премиальные были потрачены на закупку медицинского оборудования в 1-й физкультурный диспансер и поступили на счёт главврача Зураба Орджоникидзе.
Всего при Романцеве сборная сыграла 60 матчей, в которых одержала 36 побед, 14 раз сыграла вничью и всего 10 раз потерпела поражения. По проценту побед из выигранных встреч (60 %) Романцев остаётся лучшим тренером в истории сборной России, однако, в отличие от Гуса Хиддинка и Станислава Черчесова, он не преодолел групповой этап со сборной на чемпионате мира или Европы. В дальнейшем Олег Иванович негативно оценивал свой опыт работы в сборной, считая, что ему не совсем удалось собрать коллектив и что он мог добиться намного большего со сборной. Определённая изоляция, в которой Романцев пребывал во время работы в сборной, негативным образом сказалась на его работе в «Спартаке». Преемником Романцева в сборной стал Валерий Газзаев, совмещавший эту должность с постом тренера ЦСКА и начинавший отбор к чемпионату Европы 2004 года.

### Уход из «Спартака»
В 2002 году Романцев продал контрольный пакет акций ЗАО «Спартак», владельцем которого он стал после смерти Старостина в 1996 году, вице-президенту клуба Андрею Червиченко, которому уступил и президентский пост. Червиченко утверждал, что если станет единственным хозяином акций, то сможет лучше вести трансферную политику, однако финансовые проблемы команды никуда не исчезли, а в отношениях между тренером и новым президентом команды наметился конфликт. С этого момента начался упадок «Спартака», усугублённый огромными долгами клуба и странными трансферами: абсолютным провалом завершилось выступление в Лиге чемпионов 2002/2003, где «красно-белые» проиграли все шесть матчей «Валенсии», «Базелю» и «Ливерпулю» с антирекордной разницей забитых и пропущенных мячей 1:18 — единственный гол был забит только в домашнем матче против «Ливерпуля» Александром Данишевским. Предпосылками провала «Спартака» в Лиге чемпионов стали серьёзная травма Дмитрия Парфёнова в матче 4 августа против московского «Динамо», когда он в ходе борьбы за мяч с Виталием Гришиным получил перелом обеих костей голени со смещением, уход из клуба Дмитрия Сычёва 16 августа из-за невыполнения клубом ряда обязательств по контракту с игроком и травма Егора Титова в матче 12 августа против «Локомотива», когда он повредил крестообразные связки. Сам Романцев из-за инцидента с Сычёвым попал в больницу с подозрением на мочекаменную болезнь, а «Спартак» продлил свою безвыигрышную серию в Лиге чемпионов до 17 матчей, поставив антирекорд в истории турнира. По словам бывшего защитника «Спартака» Александра Бубнова, скандал с Сычёвым произошёл из-за желания клуба решить собственный финансовый интерес.
Вызванные внутренними конфликтами и травмами перестановки в команде привели к удручающим результатам и в чемпионате России: после поражения от ЦСКА 1:2 «Спартак» окончательно лишился последних теоретических шансов на победу, пропустив вперёд будущих чемпионов в лице «Локомотива» и серебряных призёров из ЦСКА, оставшись только третьим по итогам сезона. После ухода Сычёва команду покинули такие игроки, как Владимир Бесчастных, Дмитрий Хлестов, Максим Левицкий, Виктор Булатов и Дмитрий Ананко: по словам Романцева, Червиченко грозился прекратить выплачивать зарплату всей команде, если все эти люди не покинут клуб, хотя Романцев всячески противился подобным решениям Червиченко. Из тренерского штаба «Спартака» ушли близкий к Романцеву врач Васильков, тренеры Дарвин и Самохин и пресс-атташе Львов, что стало началом затяжного кризиса в клубе. Александр Бубнов полагал, что существовал риск, что первая же аудиторская проверка приведёт к признанию клуба банкротом.
6 апреля 2003 года в 3-м туре чемпионата России «Спартак» встречался с ЦСКА в очередном дерби: к тому моменту «красно-белые» набрали только одно очко, сыграв вничью с «Торпедо-Металлургом» и проиграв «Спартаку-Алании». В дерби при счёте 2:1 в пользу «Спартака» на 77-й минуте произошёл резонансный эпизод: Дмитрий Кириченко из-за пределов штрафной пробил по воротам «Спартака», и голкипер Абдельила Баги не смог зафиксировать мяч. На него устремились одновременно «армеец» Сергей Семак и «спартаковец» Валери Абрамидзе: в ходе завязавшейся борьбы Семак упал. Судивший встречу Валентин Иванов позже сказал, что Семак на скорости обходил потерявшего темп Абрамидзе, и тот вытянул руку, вцепившись в Семака: подобное действие стало поводом для назначения пенальти, хотя Абрамидзе после игры уверял, что фол мог быть со стороны Семака. Ролан Гусев реализовал пенальти, сравняв счёт, а на второй компенсированной минуте Иржи Ярошик принёс ЦСКА победу 3:2. После игры Андрей Червиченко публично обвинил руководство РФС в сговоре против «Спартака», заявив что пенальти был придуман на ровном месте и что президент РФС Вячеслав Колосков якобы попросил Иванова обеспечить поражение «красно-белых» в дерби (позже Экспертно-судейская комиссия РФС признала ошибку Иванова и отстранила его на два матча).
14 июня 2003 года, накануне финальной игры Кубка России, Романцев собрал пресс-конференцию, на которой заявил о деструктивной деятельности Червиченко в клубе, обвинив его в отсутствии правильного финансирования клуба. Пресс-атташе клуба Алексей Зинин предупредил Романцева, что игроков могут дисквалифицировать за нарушение корпоративной этики, а Романцева — уволить, к тому же Червиченко уже вложил в клуб 100 миллионов долларов. Однако тот заявил, что «для себя всё решил». 15 июня «Спартак» всё же победил в финале Кубка со счётом 1:0 «Ростов» и завоевал последний трофей в романцевскую эпоху. Романцев отказался фотографироваться с командой, уйдя после матча в раздевалку, и заявил, что намерен поскорее покинуть клуб. 19 июня, спустя четверо суток после финала Кубка России Романцев покинул пост главного тренера команды — формально это случилось после того, как «Спартак» проиграл «Сатурну» 0:1 в матче очередного тура чемпионата России. По итогам сезона «Спартак» занял только 10-е место в чемпионате страны: командой после отставки Романцева до конца 2003 года руководил уже Андрей Чернышов.
Тренерская работа Олега Романцева в «Спартаке» итого продлилась 14 с половиной лет (1989—2003) с учётом перерыва, сделанного в 1996 году: Олег Иванович провёл во главе клуба 551 матч, в котором были одержаны 327 побед, разыграны 321 ничьи, а ещё в 101 встрече «спартаковцы» терпели поражения. За время работы Романцев выиграл суммарно 19 трофеев со «Спартаком». После ухода Романцева «Спартак» долгое время не мог выиграть хоть какой-нибудь официальный клубный трофей: прервать серию без единого выигранного трофея удалось только спустя 14 лет, когда был выигран чемпионат России 2016/2017 — спустя 16 лет после последнего чемпионства.

### «Сатурн» Раменское
По словам администратора «Спартака» Александра Хаджи, будущий президент «красно-белых» Леонид Федун предлагал Романцеву сделку: выплатить все деньги по контракту до конца 2003 года при условии, что Олег Иванович не будет нигде работать, однако контракт сорвали помощник Романцева Сергей Павлов и губернатор Московской области Борис Громов, даже не объяснившись с Федуном. Через несколько месяцев после ухода из «Спартака» Романцев возобновил тренерскую работу, возглавив «Сатурн» и сменив на посту тренера Виталия Шевченко: тот был уволен после поражения от «Крыльев Советов», когда до конца первенства оставались пять туров, а у команды ещё были шансы попасть в тройку призёров.
Официально контракт был заключён на три года 31 октября 2003 года и должен был вступить в силу 1 января 2004 года; на момент заключения соглашения Романцев провёл уже 4 матча, три из которых «Сатурн» проиграл. Перед Романцевым была поставлена дилемма: в трансферное окно на игроков клубом были потрачены 11 миллионов, поэтому Романцев либо должен был добиться возвращения суммы клубу, либо проработать с тем составом, который имелся у подмосковной команды. Романцев настаивал на том, что для выхода в тройку призёров его команде требовалось приобрести Егора Титова, за которого «Спартак» требовал 10 миллионов долларов. Проведя всего 9 матчей с командой (по 2 победы и ничьи, 5 поражений), Олег Иванович отказался от дальнейшего сотрудничества с подмосковным клубом.
На предсезонных сборах в Турции в начале 2004 года Романцев обратился к председателю наблюдательного совета клуба Валерию Аксакову с просьбой об отставке по состоянию здоровья, однако тот воспротивился желанию тренера уйти из клуба и отставку не принял. После возвращения со сборов Романцев на встрече с Борисом Громовым повторно настоял на своей отставке, которая в итоге официально была принята 16 февраля 2004 года. Последующий сбор в Испании «Сатурн» проводил уже без Романцева, который ушёл официально из-за проблем со здоровьем: Романцев утверждал, что на фоне серьёзных неудач и обострившихся проблем со здоровьем намерен на некоторое время «завязать с футболом».

### «Динамо» Москва
В сентябре 2004 года, спустя больше полугода с момента своей отставки из «Сатурна», Романцев принял предложение генерального директора московского «Динамо» Юрия Заварзина и стал тренером-консультантом в штабе Виктора Бондаренко, а через месяц сам возглавил «бело-голубых». Команда занимала на тот момент 14-е место, лишь на 4 очка опережая «Кубань». В оставшихся трёх турах «динамовцы» играли против «Ротора», ЦСКА и «Спартака». Первые два матча завершились со счётом 0:0, причём «армейцам» это в итоге стоило победы в чемпионате. В последнем туре в случае поражения от «Спартака» и победы «Кубани» над «Амкаром» команда Романцева вылетала бы из Премьер-лиги. «Кубань» свою встречу выиграла со счётом 2:1, однако «динамовцы» сумели удержать ничью 1:1 в игре против бывшей команды Романцева, хотя дважды в концовке матча спартаковцы попали в штангу ворот «Динамо». Это позволило клубу продолжить игру в Премьер-лиге.
Зимой 2005 года в связи с вливанием крупных денежных средств команда приобрела группу португальских легионеров, самым дорогим из которых стал обошедшийся в 8 млн долларов Дерлей, отмечавшийся Романцевым как ключевой игрок «Порту» — триумфатора Лиги чемпионов 2003/2004. Романцев, не любивший работать с большим количеством легионеров, утверждал, что для успешной работы в клубе ему нужны не обилие легионеров, а всего лишь нескольких ключевых российских игроков, о трансфере которых в итоге ему с руководством клуба так и не удалось договориться. На сборах «Динамо» Романцеву представили 16 иностранных игроков, которых можно было приобрести, умолчав о том, что у некоторых из них были серьёзные заболевания. Сам Романцев утверждал, что благодаря большому количеству финансов руководство «Динамо» организовало эти трансферы, не консультируясь с тренерским штабом. По словам Заварзина, тренер сборной Португалии Луис Фелипе Сколари настоятельно советовал клубу приобрести группу португальцев, так как в «Динамо» намеревались назначить Сколари тренером вместо Романцева. Олег Иванович не обещал команде быстрого успеха предупреждал, что на создание коллектива может уйти три года, поэтому с самых первых туров команда будет «кувыркаться». Он не отказался от следования традиционной расстановке 4-4-2 и намерений привить клубу «спартаковский» стиль игры, однако в целом успехов с командой добиться не смог.
Год для клуба начался с серии неудач: клуб проиграл «Крыльям Советов» в Кубке России, Дерлей получил травму, а в первом туре РФПЛ «Зенит» разбил москвичей 4:1 и взял реванш за поражение в мае 2003 года со счётом 7:1. Но в следующих трёх турах «динамовцы» последовательно обыграли «Торпедо», «Шинник» и «Сатурн», выйдя на 3-е место и пропустив вперёд «Зенит» и «Торпедо» по дополнительным показателям. Романцев отмечал, что команда не показывала качественную игру, а португальцы не привыкли к его методам работы, вследствие чего ему пришлось сократить силовые нагрузки. В московском дерби против своего бывшего клуба Романцев с «Динамо» был разгромлен со счётом 1:5 — счёт в матче открыл как раз «динамовец» Рибейру, но к перерыву «красно-белые» забили трижды, а вратарь Максим Левицкий совершил серию ошибок. Романцев списал поражение на травмы Дерлея, Тиагу Силвы, Сисеру и Сергея Яшина и на дисквалификацию Максима Ромащенко. Второе поражение подряд клуб потерпел от «Москвы» со счётом 0:2, причём вернувшийся после травмы Дерлей не реализовал два момента. Третье поражение последовало от «Рубина» в гостях 1:2, несмотря на неплохую игру «бело-голубых» и гол Дмитрия Булыкина, а Романцев обвинил в поражении судившего матч Юрия Ключникова за то, что тот не удалил игрока казанцев.
После трёх поражений подряд пошли слухи об отставке Романцева, которые отвергал владелец клуба Алексей Федорычев, вместе с тем признававший, что у команды нет возможности собрать оптимальный состав. Многое решалось в матче 14 мая 2005 года против «Амкара», команды РФПЛ с самым маленьким бюджетом. При счёте 1:1 во втором тайме Дерлей сначала забил гол после свистка, а затем «привёз» в ворота «динамовцев» пенальти, который реализовал Дмитрий Пятибратов. Несмотря на удаление на 81-й минуте Альберта Саркисяна в составе пермяков, «Динамо» не создало ни одного опасного момента в оставшиеся минуты и закономерно проиграло 1:2. Этот поражение стало четвёртым подряд для клуба, а Романцев на пресс-конференции не появился. По словам Юрия Заварзина, в раздевалке Романцев заявил о том, что в понедельник 16 мая объявит о своей отставке, поскольку больше не сможет ничего выжать из «Динамо». В конце 2005 года Романцев заявил, что к моменту игры против «Амкара» у него не было уверенности в том, что команда во втором круге наладит игру. Таким образом, матч московского «Динамо» против «Амкара» от 14 мая 2005 года стал для Романцева последним, который он провёл в качестве главного тренера какого-либо клуба. В 13 матчах, в которых Романцев руководил «Динамо», московская команда одержала 3 победы, 4 раза сводила встречи вничью и 6 раз проиграла.

### Тренер-консультант «Спартака»
После ухода из «Динамо» Олег Романцев заявил, что не вернётся в ряды «красно-белых», поскольку хочет остаться в памяти клуба «человеком, который много для него сделал» и поскольку куража в клубе у него не будет. Он отверг возможность возвращения в сборную России, поскольку его не привлекала задача выхода из группы чемпионата мира или Европы, а рассчитывать на значимый результат (победу в турнире) сборная в принципе не могла в то время. Возвращение Романцева исключил и владелец «Спартака» Леонид Федун. 27 апреля 2006 года Романцев был назначен тренером-консультантом московской «Ники», с которой рассчитывал выйти в Первый дивизион ПФЛ. В декабре того же года он получил тренерскую лицензию Pro в РГУИФК. Не занимаясь тренерской деятельностью, Романцев участвовал в разных мероприятиях РФС, в том числе в ветеранских матчах. За свою карьеру Романцев во время отпусков нередко ездил за границу, следя за работой таких тренеров, как Отто Рехагель или Йохан Кройф, а в 2006 году посетил тренировку ПСВ, которым тогда руководил Рональд Куман. Причинами своего завершения тренерской карьеры он называл усталость, которая проявилась ещё тогда, когда он работал на трёх работах одновременно, отсутствие какого-либо энтузиазма и серьёзные проблемы со здоровьем, вызванные также травмами, полученными ещё во время игровой карьеры.
В апреле 2009 года он неожиданно вернулся в «Спартак», заняв там должность тренера-консультанта и войдя в штаб Валерия Карпина. По словам Романцева, его позвали в команду Валерий Карпин и Игорь Ледяхов, а Романцев оказался не в состоянии отказать своим бывшим воспитанникам, заявив, что снова сможет ощущать себя частью клуба. В октябре того же года появились сообщения о том, что Романцев предложил свою кандидатуру на пост тренера сборной Польши, однако спортивный директор Польского футбольного союза Ежи Энгель заявил о неразумности обнародования списка кандидатов, а сам Романцев весьма удивился таким сообщениям. В 2009 и 2012 годах «Спартак» завоёвывал под руководством Карпина серебряные медали чемпионата России, но Романцев приезжал на базу в Тарасовку только на первый год и в лучшем случае раз в месяц — по его словам, его присутствие на предыгровой тренировке благоприятно сказывалось на настрое игроков на матч. На сборы за границей Романцев не ездил. В 2011 году ходили слухи о приглашении Романцева в грозненский «Терек», которые он опроверг.

### Завершение тренерской карьеры
С приходом в команду Унаи Эмери в 2012 году Романцев окончательно оставил свой пост, хотя после отставки Эмери на сайте «Спорт-Экспресса» подавляющее большинство болельщиков настояли на возвращении Романцева в клуб в качестве главного тренера. В 2018 году в своей автобиографии «Правда обо мне и „Спартаке“» Романцев исключил своё дальнейшее возвращение к тренерской карьере, объяснив, что больше не сможет трудиться через силу и полностью посвятить себя тренерской работе.
В 2020 году в интервью Денису Казанскому и Дмитрию Сычёву Олег Иванович сказал, что спустя 15 лет после прекращения тренерской карьеры у него не появилось желания работать, поскольку он «наелся» тренерской деятельностью, а в 2021 году в интервью газете «Спорт-Экспресс» в рубрике «Спросите у Романцева» добавил, что не состоит в руководстве клуба и навряд ли в нём когда-либо окажется вообще. В то же время в 2023 году Юрий Ковтун, входивший в тренерский штаб московского клуба «Родина», сказал, что иногда Олег Романцев приезжает на матчи команды и даёт советы тренерскому штабу.
В декабре 2023 года стал советником в футбольном клубе «Пари Нижний Новгород».

## Тренерский стиль

### Тактика
Характерным для «Спартака» и сборной России при Романцеве был комбинационный футбол с коротким и средним пасом, игрой в одно-два касания, фирменными спартаковскими «стеночками» и «забеганиями». Среди болельщиков тогда же сложилось понятие «спартаковский дух» — некая философия и некое психологическое состояние команды, которые обеспечивали доминирование «красно-белых» в чемпионате России. По мнению некоторых болельщиков, Романцев стремился сохранить заложенные при Константине Бескове клубные традиции и обеспечивать результат не в ущерб красоте игры, а за её счёт. Игра «Спартака» эпохи Романцева подразумевала владение инициативой и многоходовый контроль над мячом в ущерб скорости игроков и острым атакам; в команде защитники обязаны были владеть навыком паса. Романцев традиционно придерживался игровой схемы 4-4-2, иногда переходя на игру с либеро. По его словам, тактика команды заключалась преимущественно в атаке флангами и ловле противника на контратаках, а традиционные «стеночки» и «забегания» команда использовала тогда, когда это «диктовалось игрой». По мнению бывшего защитника «Спартака» Александра Бубнова, важной составляющей успехов «Спартака» на стыке десятилетий составляла сильная средняя линия, в которой ключевую роль играло трио Егора Титова, Виктора Булатова и Андрея Тихонова.
Романцев считал, что во всех сферах работы команды должен был участвовать главный тренер. Как и все профессиональные тренеры, Романцев неоднократно пересматривал матчи каждого следующего противника «Спартака», порой проводя по двое суток у видеомагнитофона. Он просил оператора Александра Святкина делать нарезки, чтобы показать их игрокам в рамках установки на тот или иной матч: установка с использованием видеозаписей проводилась в так называемой «девятой» комнате на базе в Тарасовке, где Романцев указывал, против кого и как должен играть каждый игрок в команде. На установку Романцев тратил не более 45 минут: если установка или обсуждение итогов встречи занимали намного больше времени, он обязательно делал перерыв для игроков. Романцев просматривал записи предыдущих матчей противника и в сборной. Он говорил, что на тренировке мог по звуку, не глядя, определить бьющего игрока.

### Состав и тренерский штаб
В матчах Романцев старался выжимать максимум из стартового состава, сводя к минимуму замены (особенно в первом тайме), хотя в некоторых случаях ему приходилось осуществлять замены раньше времени, чтобы не допустить худшего варианта развития событий. Особенно Романцев выступал против замены ведущего игрока в матче, считая это неэтичным в отношении самого игрока. В 2001 году в ходе решающего матча отбора на чемпионат мира против Швейцарии Романцев пошёл против характерного «спартаковского» футбола и принципов сведения замен к минимуму, и это принесло России победу над швейцарцами со счётом 4:0, которые были побеждены благодаря быстрому переходу россиян из обороны в атаку. Состав команды на игру в клубе и сборной Романцев определял самостоятельно, хотя в первые сезоны его работы в «Спартаке» игроки расписывали свои варианты на отдельных листках, оставляя свои подписи (позже Романцев попросил не ставить подписи, чтобы не сеять раздор в команде). Желание приобщить игроков к процессу выбора состава он считал психологическим приёмом.
Под руководством Романцева в «Спартаке» выступали многие сильные российские игроки 1990-х и начала 2000-х — таковыми были Фёдор Черенков, Сергей Родионов, Александр Мостовой, Василий Кульков, Игорь Шалимов, Валерий Карпин, Виктор Онопко, Андрей Пятницкий, Игорь Ледяхов, Владимир Бесчастных, Илья Цымбаларь, Андрей Тихонов, Дмитрий Аленичев, Сергей Юран, Валерий Кечинов, Егор Титов, Александр Ширко, Дмитрий Парфёнов, Дмитрий Сычёв и многие другие игроки. Своих игроков Романцев называл «творческими» личностями. В тренерско-административный штаб «Спартака» эпохи Романцева всегда входили врач Юрий Васильков, видеооператор Александр Святкин, администратор клуба Александр Хаджи, начальник команды Валерий Жиляев, повар Анна Чуркина (работала в клубе ещё с 1962 года) и многие другие, прикладывавшие все усилия для достижения успеха в турнирах. В разное время помощниками Романцева в тренерском штабе были Виктор Зернов и Вячеслав Грозный.
В связи с тем, что правопреемницей СССР в мировом футболе по решению ФИФА была признана именно Россия, получившая заодно право бороться за выход на чемпионат мира 1994 года, Романцев занялся приглашением в «Спартак» талантливых игроков со всего бывшего СССР. В разное время в его команде играли такие игроки, как Владислав Тернавский, Юрий Никифоров, Виктор Онопко, Илья Цымбаларь, Геннадий Перепаденко (родились на Украине), Рашид Рахимов (Таджикистан), Кахабер Цхададзе (Грузия), Андрей Пятницкий (Узбекистан), Вели Касумов (Азербайджан) и другие игроки. В интервью Денису Казанскому Романцев говорил, что пытался переманить к себе киевских «динамовцев» Андрея Шевченко и Сергея Реброва, когда они оказались в Москве проездом. Переходы игроков со всего бывшего Союза в «Спартак» были также связаны с тем, что «красно-белые» регулярно играли в еврокубковых соревнованиях. В то же время воспитанники молодёжной команды «Спартака» не всегда успешно закреплялись в основе клуба.

### Физическая подготовка
Романцев придавал особую важность физической подготовке, чтобы помочь игрокам принимать верные решения на поле: игроки проводили тренировки по хоккею с шайбой, баскетболу и гандболу, приобретая полезные игровые навыки и оттачивая какие-либо технические действия. Команда проводила футбольные тренировки с небольшими воротами, известные в околофутбольном жаргоне под названием «дыр-дыр» — все эти игры приносили команде физическую пользу и помогали снять напряжённость. Романцев стремился к такому уровню физической подготовки, какой был у подопечных Валерия Лобановского. Он не стеснялся играть на тренировках в «квадрат» с игроками и никогда не уступал им в этом упражнении: по словам Валерия Кечинова, Романцев в таких играх даже смело мог идти в подкат. В тренировочную программу он включал силовые нагрузки с прыжковыми и скоростно-силовыми упражнениями, причём, по словам Вячеслава Колоскова, в целом все тренировки Романцева были построены через работу с мячом как в «Спартаке», так и сборной России — он учил игроков получать удовольствие от паса.
На тренировках игроки тщательно оттачивали передачи, причём Романцев был крайне требователен к игрокам, которые должны были доигрывать любой момент до конца. После тренировок игроки обычно оставались на поле, оттачивая удары по воротам, играя в «квадрат» или занимаясь отработкой индивидуальных навыков. Иногда они играли в популярную дворовую игру под названием «300» (в формате 2 на 2 или 3 на 3), причём в этой игре иногда участвовал и лично Романцев, не уступая в индивидуальном плане своим подопечным.
В плане питания у игроков «Спартака» в меню на обед были осетрина горячего копчения, язык отварной, борщ московский, суп грибной, антрекот, жареная курица, сок и персики. Приносить на тренировки алкоголь строго запрещалось: исключение было сделано в 1999 году, когда по случаю ввода в эксплуатацию главного «спартаковского» поля после реконструкции на одной из тренировок появилась бутылка шампанского.

### Психологическая подготовка
Игроками отмечались большие таланты Романцева как психолога. Так, по воспоминаниям Егора Титова, Романцев был таким человеком, что мог «слепить футболиста» из тех игроков, которые ему полностью доверяли. Валерий Карпин отмечал, что на установках Романцева можно было настроиться на любого противника до такой степени, что «подмышки становились мокрыми от пота»: Романцев мог разъяснить игровое задание каждому игроку настолько, что тому просто оставалось выйти и просто выполнить все данные указания. Романцева считали способным не только поставить игру в команде, но и разглядеть и сохранить талант в игроке. Сам Романцев не считал себя сторонником «накачки» игроков, говоря о самой игре и индивидуальных задачах игроков только в день матча, однако его команда приезжала на матч за час-полтора до его начала, а в раздевалке Олег Иванович до начала встречи предпочитал не разговаривать с игроками, чтобы не сбить их настрой, и сам пытался скрыть своё волнение. В канун матча он мог поговорить с игроками и психологически «зарядить» их на победу. По воспоминаниям Егора Титова, за 5-7 минут он пристально смотрел на игроков, оценивая их готовность, а потом удалялся. В перерыве встречи он обсуждал с игроками результат первого тайма, готовя своё выступление ещё за несколько минут до перерыва. Иногда он тратил на обсуждение весь перерыв, иногда ограничивался парой слов. Скептически к Романцеву как психологу относился Сергей Кирьяков, объясняя работу Романцева тем, что некий человек из обслуживающего персонала якобы следил за игроками и докладывал Романцеву обо всех их действиях.
По словам Александра Филимонова, Романцев в то же время был очень требовательным специалистом: он тщательно разбирал действия игроков на каждой тренировке и в каждом матче, обращая внимание даже на мелкие детали и выговаривая игрокам за любые ошибки. Администратор «Спартака» Александр Хаджи вспоминал, что Романцев на тренировках громко ругал игроков за невыполнение установок на матч, но до оскорблений не опускался, поскольку хотел выжать максимум из подопечных и добиться от них идеальной игры: так, Александр Ширко после огульной критики на одной из тренировок отметился голом в следующем же матче. Игорь Шалимов говорил о Романцеве как о жёстком тренере, который, однако, не повышал голос на игроков. Иногда тренер не называл конкретных фамилий, но указывал на определённые эпизоды, заставляя не названных им игроков пересмотреть взгляды на игру. За нарушение режима он мог наказать игрока дополнительной нагрузкой после тренировок, часовым кроссом или лишением зарубежных поездок, однако из принципа не наказывал денежным штрафом, поскольку зарплаты игроков в «Спартаке» были намного меньше в то время, а деньги «слишком уж тяжело» доставались футболистам. «Палочной дисциплины» в команде не было, а штрафы были чисто символическими: к примеру, если игрок трижды приходил на базу с лишним весом, его обязывали купить шашлык для команды. Полемика в клубе с тренером «не считалась популярной», со слов самого Романцева.
Вячеславом Колосковым отмечался замкнутый характер Романцева, который практически не общался с игроками на нефутбольные темы и почти не шутил. Романцев же отрицал свою нелюдимость, утверждая, что он «пытался говорить что-то интересное» как на тренировках, так и во время установок и перерывов в матче, опасаясь, что игроки начнут работать как роботы; он старался не повторяться и не показывать своё волнение, чтобы не перенести его на команду. Андрей Канчельскис, в свою очередь, считал, что во время работы Романцев просто глубоко уходил в себя, но вне футбола был вполне общительным человеком. Олег Иванович рассказывал, что на тренировках кричал в адрес игроков только с той целью, чтобы показать, что он находится рядом с командой и искренне переживает за неё, а в одном из первых сезонов из-за этого даже сорвал голос. В случае поражений он закрывался в номере, пытаясь разобраться в причинах случившегося, поскольку всегда считал виновным в поражении, прежде всего, себя самого. После побед он никогда не восхвалял команду до небес, намекая, что она может выступать намного лучше. В 2000 году Романцев утверждал, что в день проведения матча твёрдо знал, чем закончится встреча, и к тому моменту ни разу не ошибся в своих предчувствиях.

### Футбольная политика
По воспоминаниям своих коллег, Олег Иванович хотел быть независимым в плане тренерской деятельности, не подчиняясь слепо начальству клуба. Он не любил обсуждать финансовые вопросы и абсолютно не разбирался в них, порой просто раздавая премиальные за победы игрокам «Спартака», членам тренерского штаба и администрации клуба. Во время работы в сборной ему также приходилось обсуждать денежную составляющую. В то же время, по словам бывшего защитника «Спартака» Александра Бубнова, пребывание Романцева на посту президента «Спартака» обеспечивало ему возможность контролировать финансовые потоки от продажи футболистов до контрактов со спонсорами, что могло принести большую выгоду Романцеву. В 2006 году Романцев выступил за то, чтобы российские игроки полностью реализовывали свои возможности в национальном чемпионате, прежде чем подписывать контракты с зарубежными командами, а также поддержал идею повышения зарплат российским игрокам. По его словам, в советское время на имевшуюся зарплату в 120 советских рублей игроки попросту выживали, в первые годы после распада СССР получали «копеечные суммы», а к началу 2000-х игроков российские игроки получали всё ещё маленькие суммы по сравнению с игроками ведущих чемпионатов Европы, где могли зарабатывать большие деньги, даже не играя на постоянной основе. В 2006 году Романцев в интервью признавал, что многие функционеры и болельщики не поддержат его идею о повышении зарплат.
Среди других его предложений по развитию российского футбола выделяется отказ от политики массовой покупки российскими клубами дешёвых легионеров: по словам Олега Ивановича, клубы редко покупали по-настоящему сильных легионеров, а большая часть иностранцев в 2000-е годы играла не в полную силу, зачастую игнорируя интересы болельщиков. Романцев выступает за то, чтобы приобретаемые легионеры обязательно выучили русский язык с целью упрощения работы: по его словам, в московском «Динамо» ему приходилось использовать до шести переводчиков за раз при работе с игроками. Романцев утверждает, что за три-четыре месяца легионер вполне может овладеть разговорным русским языком с достаточным запасом слов, необходимым для игры в футбольной команде, а общение с игроком на одном языке позволяет точнее передать все необходимые указания: так, он добился в своё время от бразильца Робсона, чтобы тот выучил русский. В 2021 году Романцев критически высказался об иностранных инвесторах в отечественном футболе, заявив о «засилье иностранцев в футболе» и отметив, что иностранных инвесторов было разумнее приглашать в клубы с маленьким бюджетом.
Олег Иванович выступает против натурализации игроков для сборной России, настаивая на создании системы поиска талантов в российском футболе, её финансировании и открытии детских школ. По его словам, натурализация является самым простым способом усиления сборной, но наносит существенный вред системе российского футбола и лишь подтверждает неспособность российских спортивных функционеров найти талантливых игроков. Романцев говорил, что никогда не конфликтовал с игроками из других стран на почве вероисповедания, национальности или расы. Он настороженно отнёсся к решению РФС проводить чемпионат России по системе «осень — весна» с сезона 2012/2013, отмечая возможные сложности при проведении матчей зимой даже на полях с подогревом.
Романцев неоднократно поддерживал идею разработки и внедрения какой-либо системы видеоповторов в футболе, приветствовав внедрение системы VAR на Кубке конфедераций 2017 года. По его мнению, видеоповторы могли бы предотвратить не только поражения, вызванные «чудовищными ошибками» судей, но и увольнения тренеров из-за этих поражений. В интервью 2021 года он заявил, что спорных моментов с момента введения системы VAR меньше не стало.

### Отношения с журналистами
Романцев болезненно воспринимал критику в свой адрес, будучи тренером «Спартака», и критически относится ко многим спортивным журналистам, утверждая, что уровень их профессионализма снизился со времён распада СССР. Он утверждал, что многие из них критикуют современных тренеров за неправильный состав, не обладая опытом и авторитетом, чтобы делать подобные заявления, и выставляют напоказ личную жизнь некоторых игроков. Сам Романцев говорит, что общается преимущественно с теми журналистами, кто видит в своей работе мнение собеседников, хотя предпочитает не читать прессу, чтобы сберечь нервы. По словам современников, Романцев мог отказать в интервью в случае, если кто-то из журналистов задавал некорректный вопрос.
Романцев утверждал, что ему приходилось встречаться с корреспондентами, публиковавшими заказные статьи: так, некий журналист газеты «Гудок», писавший критические статьи в отношении «Спартака», внезапно опубликовал хвалебный отзыв о клубе, который Романцев расценил как подозрительный и посчитал, что команда играет не так, как ожидалось. В 1990-е годы один из корреспондентов однажды запросил доступ к бухгалтерии клуба якобы с целью развенчать слухи о «неофициальных средствах» в «Спартаке»: по документам Романцев получал годовую зарплату в «Спартаке» в размере 11 тысяч долларов, однако в последовавшей публикации называлась сумма в 30 тысяч долларов. Возмущённый тренер «Спартака» потребовал больше не пускать этого журналиста «ни в Тарасовку, ни в клуб».
Между Романцевым и ведущим программы «Футбольный клуб» Василием Уткиным в своё время были напряжённые отношения, вызванные обилием сюжетов программы, направленных против «Спартака». Поводом для самого известного витка конфликта стал сюжет программы по поводу поражения от «Кошице» в Лиге чемпионов сезона 1997/1998, в котором компетенции Романцева как тренера ставились под сомнение. В связи с этим Романцев постоянно просил НТВ, чтобы Уткин не комментировал игры «Спартака». Конфликт был исчерпан в 2009 году, когда Романцев был приглашён на НТВ+, чтобы прокомментировать матчи прошлых лет с участием «Спартака», и заявил, что никаких обид на репортажи Уткина не держит.
Олег Романцев нередко игнорировал пресс-конференции после матчей в чемпионате России и Лиге чемпионов УЕФА, вследствие чего «Спартак» вынужден был платить штрафы за подобные поступки (так, в сезоне 2002/2003 за пропуск Романцевым пресс-конференций в Лиге чемпионов клуб получил штрафы на сумму в 90 тысяч швейцарских франков, а за пропуски конференций в чемпионате России — на сумму 300 тысяч рублей). В большинстве случаев вместо него на пресс-конференциях выступал Вячеслав Грозный.

## Критика работы Романцева
Критики утверждают, что одержанные на стыке веков победы «Спартака» в чемпионатах России связаны отнюдь не с тренерским талантом Олега Романцева, а с мощным составом команды и «фартовостью» самого Романцева, которому в определённых моментах благоволила ситуация. Распространена точка зрения, что «Спартак» в те годы был единственным клубом в российском футболе, получавшим государственное финансирование, и мог легко зарабатывать средства, просто продавая своих игроков за границу, а вклад Романцева в эти успехи был минимальным. Невольно это мнение подтверждалось словами Игоря Шалимова, который объяснял своё желание стать тренером тем фактом, что Романцев, не меняя свои принципы работы на протяжении многих лет, выиграл девять чемпионатов России. Существует мнение, что победа «Спартака» в чемпионате СССР 1989 года была одержана не благодаря Романцеву, а за счёт наработок Константина Бескова и сохранения прежнего состава команды: методика подготовки игроков по Бескову считалась прогрессивной в конце 1980-х и позволила «Спартаку» долгое время доминировать в чемпионате России. Романцеву также приписывали непоследовательность: отказываясь от услуг «отыгранных» футболистов «Спартака», он не шёл на аналогичные перемены состава в сборной.
Характерная для «Спартака» тактика выступлений считалась причиной неудач клуба в еврокубковых турнирах. В частности, стратегия с владением инициативой в матчах оборачивалась против команды: в сезоне Лиги чемпионов УЕФА 1999/2000 отказ Романцева от идеи игры «вторым номером» и нежелание делать ранние замены выпадающих из игры футболистов стоили ему поражений в матчах против «Бордо» и «Спарты». Сам Романцев открыто признавал, что не учился никогда на чужих ошибках — в любом поражении он считал виновной, прежде всего, свою команду, которая не доработала до конца в каком-то моменте и не превзошла соперника в каком-то аспекте. Критике подвергались и работа Романцева в сборной, который не добился с ней серьёзных успехов, и попытка совмещения постов главного тренера «Спартака», президента «Спартака» и главного тренера сборной. В частности, неудачу на Евро-1996 объясняли и тем фактором, что Романцев вызывал слишком много легионеров в сборную, из-за чего у неё пропадал собственный российский игровой стиль. Компетенции Романцева как тренера сборной подверглись особенно жёсткой критике на чемпионате мира 2002 года, когда в прессе писали о его «пещерном имидже затворника», устаревших футбольных идеях и игровой модели, а самого Романцева называли «ретроградом», игнорирующим современные футбольные веяния.
Во время работы Романцева в сборной имели место ряд инцидентов с участием выступавших за «Спартак» игроков или тех, кого клуб пытался приобрести. В канун матча сборных России и Югославии 2001 года в Белграде на базе сборной в Бору Романцев, комментируя вызванных в сборную игроков, назвал «отработанным материалом» футболистов Андрея Тихонова, Евгения Бушманова и Валерия Кечинова, которые прежде выступали в «Спартаке» и играли за сборную России. Романцева публично раскритиковал президент клуба «Крылья Советов» Герман Ткаченко, в клубе которого на тот момент играли Тихонов и Бушманов. Напоминая о совмещении Романцевым постов тренера «Спартака» и сборной России, он заявил о недопустимости от Романцева как тренера сборной высказываний об игроках, выраженных в данной форме. Ещё один инцидент случился в канун чемпионата мира 2002 года, когда в заявку не попал полузащитник ЦСКА Ролан Гусев: на пресс-конференции после матча Кубка Содружества 2001 года против мозырской «Славии» (победа 3:1) Романцев сделал смелое заявление, назвав выступавшего тогда за «Динамо» Гусева «своим игроком» и выразив явное желание не только переманить его в «Спартак», но и включить его в заявку сборной на чемпионат мира в Корее и Японии, однако после отказа Гусева в межсезонье переходить в «Спартак» и его окончательного ухода в ЦСКА Романцев прекратил вызывать игрока в сборную. В 2005 году программа «Футбольный клуб» в сюжете, посвящённом уходу Романцева из «Динамо», утверждала, что из-за историй с Валерием Кечиновым, Алексеем Бахаревым и Дмитрием Сычёвым к Романцеву перестали идти молодые игроки.
Бывший защитник «Спартака» Александр Бубнов в 2002 году утверждал, что провальная игра московского «Спартака» в чемпионате и еврокубках в том году стала итогом длительного совмещения Романцевым должностей главного тренера и президента клуба, что противоречило природе профессионального футбола. Бубнов полагал, что Романцев должен был найти единомышленника на пост тренера или президента соответственно, чтобы сохранить собственное место в клубе, но выбрал совмещение постов как худший из возможных вариантов. Он также возложил на Романцева ответственность за появление в клубе вице-президента (позже — президента) Андрея Червиченко и технического директора (позже — спортивного директора) Александра Шикунова, сыгравших свои роли в грянувшем кризисе.

## Личная жизнь

### Семья
Супруга — Наталья Ивановна. Их свадьба состоялась ещё до переезда Романцева в Москву. Есть два сына — Вадим (р. 1977) и Валентин (р. 1982), которые играли за любительскую команду «Русич» из Спасска на первенство Рязанской области. Вадим стал футбольным тренером, проработав в 2009 году с командой «Ника» и возглавив затем академию «Спартака», а Валентин — сотрудником автосервиса (Романцев утверждал, что намеревался приложить все усилия, чтобы Вадима не призвали в армию и не отправили в Чечню). Внучки — Алина (дочь Вадима), Анна и София. Алина позже стала участницей документального проекта «„Спартак“ по Романцеву». По утверждению Олега Ивановича, его супруга почти не смотрела матчи и даже боялась футбола, но от жён других тренеров узнавала все результаты.
Долгое время Романцев проживал в высотном доме на Преображенке, недалеко от стадиона «РЖД Арена», а в 2002 году переехал на улицу Остоженка. У Романцевых есть загородный дом в Калужской области («рыбацкая фазенда») и дача в Подмосковье, находящаяся рядом с дачей Юрия Ковтуна. В связи со своей профессиональной деятельностью Романцев много ездил по стране и в году мог проводить дома порой всего 26 дней суммарно, а по его словам, число часов, затраченных на перелёты, сопоставимо со временем налёта у профессионального лётчика. Он утверждает, что неоднократно был тамадой на свадьбах.

### Увлечения и характер
Наиболее известным хобби Олега Ивановича является рыбалка: в одном из интервью он утверждал, что однажды поймал щуку более семи килограмм. По словам внучки Алины, Олег Иванович после поражений нередко уезжал на рыбалку, чтобы снять стресс. Романцев уточнял, что предпочитает летнюю рыбалку зимней, а рыбачит, прежде всего, для удовольствия, нередко отпуская пойманную рыбу обратно в реку. Среди других его увлечений упоминаются отдых на природе (еженедельные поездки в Мосальск), театр (любимый актёр — Владимир Высоцкий, своими друзьями Романцев называл Галину Волчек и Александра Фатюшина), шахматы (Романцев говорил о хороших отношениях с Кирсаном Илюмжиновым), хоккей с шайбой (проживая в Красноярске, Олег Иванович старался не пропускать ни один хоккейный матч сборной СССР, а позже познакомился со многими игроками лично), вождение автомобиля и литература (любимый писатель — Достоевский). Готовить при этом Романцев не умеет: в интервью 1998 года он утверждал, что его жена замечательно готовит (любимое блюдо — блины с мясом), а сам он может пожарить только яичницу. Романцев говорил о том, что был знаком со многими знаменитыми людьми (артистами, учёными, политиками), которые посещали матчи «Спартака» и заходили в раздевалку после матчей.
О себе Романцев говорил как об «очень ранимом от природы» человеке: хотя в его карьере имели место нередко жёсткие разговоры с подопечными, Олег Иванович не любил конфликтные ситуации и переживал за всех игроков, которых отчитывал после игры, а также старался не выпускать на них злость в случае поражений, хотя по определённым свисткам на тренировках можно было понять, в каком расположении духа находился Романцев. В ходе провального сезона Лиги чемпионов 2002/2003 Романцев нередко через силу улыбался во время матчей, хотя, по словам журналистов, за этой улыбкой скрывались негативные эмоции от поражений и неубедительной игры команды. Будучи вспыльчивым и «слишком восприимчивым ко лжи», Романцев умудрялся прощать игрокам разные проступки вплоть до выпивки накануне важной встречи. В конце некоторых сборов или за пару дней до матча он проводил расслабляющие для игроков мероприятия, устраивая для команды разные розыгрыши. В период между установкой на матч и самой игрой Романцев нередко читал какую-либо книгу.
Себя Романцев называет человеком верующим в большей степени, чем те люди, которые ходят в церковь отмаливать грехи.

### Отношения с коллегами
В разных интервью Романцев утверждал, что поддерживает хорошие отношения с Александром Тархановым, Борисом Игнатьевым, Вячеславом Грозным, Михаилом Гершковичем, Евгением Ловчевым (виделся с ним нечасто), Юрием Красножаном (в 2009 году говорил о симпатии), Курбаном Бердыевым, президентом ЦСКА Евгением Гинером (назвал его в 2021 году одним из лучших клубных руководителей российского футбола) и Сергеем Семаком (интервью 2020 года). Называет своим любимым игроком Роберта Левандовского, любимым немецким клубом — дортмундскую «Боруссию»; до неё болел за «Вердер», когда им руководил Отто Рехагель.
Конфликт Романцева с Павлом Садыриным начался во время работы Садырина в сборной. В феврале 1994 года Романцев отказался отпускать «спартаковцев» на два матча в США, сославшись на то, что игроки не получили премиальные за Лигу чемпионов. Из-за последствий «письма четырнадцати» от выступлений за сборную отказались несколько «спартаковцев», которые затем отозвали свои подписи, но вернулись в команду лишь накануне чемпионата мира, в апреле-мае. Садырин полагал, что Романцев манипулировал своими подопечными и считал позднее возвращение игроков в сборную одной из причин неудачи на чемпионате мира. Конфликт продолжался уже на клубном уровне, когда Садырин руководил «Зенитом»: в июле 1996 года «Спартак» проиграл «Зениту» 0:2, а в конце сезона взял реванш со счётом 2:1, причём Садырин намекал, что пропустившему два нелепых гола от «красно-белых» Роману Березовскому якобы предлагали сдать игру. Незадолго до смерти Садырина (он скончался 1 декабря 2001 года от тяжёлого онкологического заболевания) Романцев посетил его в больнице и проговорил с ним около получаса: оба попросили друг у друга прощения за «былые обиды».
Принципиальным оппонентом Романцева в 1990-е годы был Анатолий Бышовец. В 1998 году «Спартак» отказался отпускать своих игроков на первый учебно-тренировочный сбор национальной сборной под руководством Бышовца из-за необходимости подготовки к сезону Лиги чемпионов УЕФА, что называлось одной из причин первых поражений Бышовца. Романцев отказался отпускать игроков и на ноябрьский товарищеский матч против Бразилии в связи с подготовкой основного состава к клубным матчам, что вылилось в разгромный проигрыш второго состава сборной России со счётом 1:5. В дальнейшем Бышовец припоминал Романцеву каждый его промах.
Романцев не «обожествлял» Гуса Хиддинка на посту тренера сборной России, утверждая, что хотя голландец делал всё возможное, успешный результат сборной на чемпионате Европы 2008 года был заслугой хорватов, чья победа над англичанами 3:2 в последнем туре отборочного цикла и вывела россиян в финальный этап. Он утверждал, что мнение Александра Бубнова для него было пустым звуком. В 2000 году он говорил, что у него был конфликт с Валерием Газзаевым, который вскоре был исчерпан.

### Здоровье и вредные привычки
Романцев неоднократно получал травмы во время своей игровой карьеры и в быту. Так, в детстве он получил серьёзный ожог лица, когда обрызгал себя кипящим свинцом — из расплавленного аккумуляторного свинца, заливавшегося в форму, дети в 1960-е годы делали разные игрушки. По его словам, тогда он чудом не ослеп. В другой раз, когда мать не отпустила его на очередную футбольную тренировку, он решил спуститься по верёвке со второго этажа, чтобы выбраться на тренировку, но разодрал себе руки в кровь, из-за чего пролежал в больнице две недели. Когда Романцев находился в Марокко с командой во время серии товарищеских матчей, он случайно разбил стеклянную дверь в гостинице и серьёзно поранился осколками стекла, разодрав себе руку в кровь и чудом не повредив сухожилия — потребовалось срочное хирургическое вмешательство врачей, и Олега доставили в военный госпиталь. Наконец, на его тренерской карьере сказывались полученная за время игровой карьеры травма спины в Лос-Анджелесе, операцию на которой Романцев не решался делать из-за риска осложнений, и перенесённые восемь сотрясений мозга, последствия которых проявлялись в моменты сильного душевного волнения. Из-за преследовавших его болей спины во время чемпионата Европы 1996 года Романцев и вовсе не выходил из своего гостиничного номера, прося повара «Спартака» и сборной Анну Чуркину принести ему бульон в комнату. В 1999 году после игры против Украины в «Лужниках» Романцеву, с его слов, стало плохо с сердцем, и ему пришлось пробыть некоторое время в больнице на обследовании.
Одной из вредных привычек Романцева было курение табака, к которому он пристрастился именно после окончания игровой карьеры под влиянием Вагиза Хидиятуллина и Георгия Ярцева. Обычно за матч он выкуривал до двух пачек, иногда в день мог выкурить целых три пачки сигарет. По воспоминаниям Александра Филимонова, личный кабинет Романцева весь был в табачном дыму, а на матчи в «Лужниках» ему всегда привозили персональную пепельницу. Своей привычке Романцев не изменял и на международных турнирах, а после введения в РФПЛ запрета на курение в тренерской зоне не мог сразу бросить курить. По воспоминаниям коллег, в 2002—2004 годах, когда клуб оказался в серьёзном кризисе и когда произошла смена руководства, Романцев выкуривал в день «по полторы-две пачки» и безостановочно пил кофе. За время своей тренерской работы Романцев снизил объём выкуриваемых в день сигарет до 10 штук. В 2020 году Романцев заявлял, что в течение трёх-четырёх дней выкуривает максимум одну пачку сигарет, продолжая бороться с этой вредной привычкой, а через год в интервью болельщикам в газете «Спорт-Экспресс» заявил, что окончательно бросил курить.
В 1990-е годы среди болельщиков имело место мнение, что Романцев злоупотреблял алкоголем: Вячеслав Колосков и Сергей Кирьяков утверждали, что тренер во время Евро-1996 не покидал свой гостиничный номер, где якобы употреблял спиртное. По словам Кирьякова, Романцев общался с командой только при помощи записок и не встречался с игроками лично. Это опровергал Игорь Шалимов, который говорил, что не сталкивался с подобным на турнире. От Романцева заполучить комментарии по поводу подобного поведения сразу не удалось в связи с его отставкой после турнира, но позже он заявил, что не употреблял алкоголь во время турнира. В интервью 2000 года украинской газете «Факты» Романцев признал, что действительно выпивал после матчей с целью снятия стресса, но всегда знал меру и «не напивался до чёртиков».
Очередным поводом для развития мифа о пьянстве Романцева стала пресс-конференция после матча Кубка Содружества 2001 года против белорусской «Славии», на которой Романцев сделал ряд странных заявлений, начиная от обещания построить новый стадион «Спартака» за три года (в 2000 году Романцев возмущался, что администрация Москвы затягивала работу над проектом стадиона) и заканчивая радикальными высказываниями в защиту новичков команды в лице защитников Жерара Мукунку и Александра Грановского. Администратор «Спартака» Александр Хаджи объяснял странную речь Романцева тем, что тот приехал на конференцию с высокой температурой, и поэтому ему было тяжело говорить; по словам того же Хаджи, Романцев никогда не пил столько, сколько выпивали Бесков или Лобановский. Романцев в автобиографии утверждал, что из-за совмещения постов президента клуба, тренера клуба и тренера сборной России его сморила бессонница (он спал от силы «два-три часа»), и перед той самой конференцией он действительно решил немного выпить, чтобы успокоиться, но в себя так и не пришёл к началу конференции, признав, что подобный поступок ему «не сделал чести».
2 марта 2021 года Романцев был госпитализирован в связи с подозрением на инфаркт и экстренно прооперирован. 9 марта был выписан из больницы.

## Общественная деятельность
Романцев состоял в КПСС как капитан команды. Осенью 1999 года накануне выборов в Государственную Думу вошёл в руководство одного из участников избирательной кампании — он был включён в состав Координационного совета Межрегионального движения «Единство», однако утверждал, что это сделали без его согласия. Романцев говорил о своей усталости от «вечного российского бардака» и нежелании участвовать ни в каких политических играх. Позже он официально вступил в «Единую Россию».
Романцев утверждал, что ему не раз предлагали продолжить карьеру за границей, где жизнь была спокойнее и где не было серьёзных политических потрясений, как в России в 1990-е годы, однако искренне хотел остаться на родине, чтобы дать хоть какую-то радость и удовольствие тем, кто не был «волен выбирать, где жить». В 2000 году он заявил, что в случае неконтролируемой волны миграции из России страна при развитии событий по худшему сценарию досталась бы «ничтожествам», которые могли бы «править бал, грабить, убивать и обманывать».
В дальнейшем Романцев участвовал в проекте «Академия умного футбола: наследие» и в ряде программ развития детского футбола в России, организованных в преддверии чемпионата мира 2018 года.
В 1999 году Олег Романцев стал героем первого выпуска телепередачи Кирилла Набутова «Один день», выходившей на телеканале НТВ.

## Достижения игрока

### Сборная СССР
- Бронзовый призёр Олимпийских игр: 1980[134]

### «Спартак»
- Чемпион СССР: 1979[134]
- Победитель Первой лиги СССР: 1977[7]
- Серебряный призёр Чемпионата СССР: 1980, 1981, 1983[134]
- Бронзовый призёр Чемпионата СССР: 1982[134]
- Финалист Кубка СССР: 1981[134]

## Достижения тренера

### «Спартак»
- Чемпион СССР: 1989[134]
- Чемпион России (8 раз): 1992, 1993, 1994, 1997, 1998, 1999, 2000, 2001[134]
- Обладатель Кубка СССР: 1991/1992[134][165]
- Обладатель Кубка России (3 раза): 1993/1994, 1997/1998, 2002/2003[165]
- Обладатель Кубка чемпионов Содружества (6 раз): 1993, 1994, 1995, 1999, 2000, 2001[166]
- Серебряный призёр Чемпионата СССР: 1991[18][134]
- Бронзовый призёр Чемпионата России: 1995, 2002[134]
- Полуфиналист Лиги чемпионов УЕФА: 1990/1991[134]
- Четвертьфиналист Лиги чемпионов УЕФА: 1993/1994, 1995/1996[17][134]
- Полуфиналист Кубка УЕФА: 1997/1998[134]
- Полуфиналист Кубка обладателей кубков УЕФА: 1992/1993[134]

### Личные
- Тренер года в России по версии РФС (8 раз)[113]: 1993, 1994, 1995, 1997, 1998, 1999, 2000, 2001
- Жюри конкурса «Чемпионату России по футболу-20 лет» признан лучшим тренером российских чемпионатов 1992—2012 годов[167]

## Награды
- Мастер спорта СССР международного класса (1980)[7]
- Заслуженный тренер РСФСР (1990)[7]
- Орден «За заслуги перед Отечеством» IV степени (19 апреля 1995) — за заслуги в развитии физической культуры и спорта и большой личный вклад в возрождение и становление спортивного общества «Спартак»[168]
- Лауреат премии имени Владимира Высоцкого «Своя колея» (1999)[125]
- Орден Дружбы (12 апреля 2004) — за заслуги в развитии физической культуры и спорта[169]

## Статистика

### Клубная
| Выступление      | Выступление      | Выступление      | Лига | Лига | Кубок | Кубок | Суперкубок | Суперкубок | Еврокубки | Еврокубки | Итого | Итого |
| Клуб             | Лига             | Сезон            | Игры | Голы | Игры  | Голы  | Игры       | Голы       | Игры      | Голы      | Игры  | Голы  |
| ---------------- | ---------------- | ---------------- | ---- | ---- | ----- | ----- | ---------- | ---------- | --------- | --------- | ----- | ----- |
| Спартак (Москва) | Высшая лига      | 1976             | 2    | 0    | 0     | 0     | 0          | 0          | 0         | 0         | 2     | 0     |
| Спартак (Москва) | Первая лига      | 1977             | 15   | 0    | 0     | 0     | 0          | 0          | 0         | 0         | 15    | 0     |
| Спартак (Москва) | Высшая лига      | 1978             | 28   | 0    | 4     | 0     | 0          | 0          | 0         | 0         | 32    | 0     |
| Спартак (Москва) | Высшая лига      | 1979             | 27   | 3    | 4     | 0     | 0          | 0          | 0         | 0         | 31    | 3     |
| Спартак (Москва) | Высшая лига      | 1980             | 33   | 2    | 8     | 0     | 0          | 0          | 4         | 0         | 45    | 2     |
| Спартак (Москва) | Высшая лига      | 1981             | 25   | 0    | 2     | 0     | 0          | 0          | 6         | 0         | 33    | 0     |
| Спартак (Москва) | Высшая лига      | 1982             | 33   | 1    | 1     | 0     | 0          | 0          | 6         | 0         | 40    | 1     |
| Спартак (Москва) | Высшая лига      | 1983             | 17   | 0    | 2     | 0     | 0          | 0          | 0         | 0         | 19    | 0     |
| Спартак (Москва) | Итого            | Итого            | 180  | 6    | 21    | 0     | 0          | 0          | 16        | 0         | 217   | 6     |
| Всего за карьеру | Всего за карьеру | Всего за карьеру | 180  | 6    | 21    | 0     | 0          | 0          | 16        | 0         | 217   | 6     |

### В сборных
| Матчи Олега Романцева за сборную СССР | Матчи Олега Романцева за сборную СССР | Матчи Олега Романцева за сборную СССР | Матчи Олега Романцева за сборную СССР | Матчи Олега Романцева за сборную СССР | Матчи Олега Романцева за сборную СССР | Матчи Олега Романцева за сборную СССР |
| №                                     | Дата                                  | Оппонент                              | Счёт                                  | Голы Романцева                        | Соревнование                          |                                       |
| ------------------------------------- | ------------------------------------- | ------------------------------------- | ------------------------------------- | ------------------------------------- | ------------------------------------- | ------------------------------------- |
| 1                                     | 26 марта 1980                         | Болгария                              | 3:1                                   | 0                                     | Товарищеский матч                     |                                       |
| 2                                     | 29 апреля 1980                        | Швеция                                | 5:1                                   | 0                                     | Товарищеский матч                     |                                       |
| 3                                     | 23 мая 1980                           | Франция                               | 1:0                                   | 0                                     | Товарищеский матч                     |                                       |
| 4                                     | 15 июня 1980                          | Бразилия                              | 2:1                                   | 0                                     | Товарищеский матч                     |                                       |
| 5                                     | 12 июля 1980                          | Дания                                 | 2:0                                   | 0                                     | Товарищеский матч                     |                                       |
| 6                                     | 27 августа 1980                       | Венгрия                               | 4:1                                   | 0                                     | Товарищеский матч                     |                                       |
| 7                                     | 3 сентября 1980                       | Исландия                              | 2:1                                   | 0                                     | Отбор на ЧМ-1982                      |                                       |
| 8                                     | 4 декабря 1980                        | Аргентина                             | 1:1                                   | 0                                     | Товарищеский матч                     |                                       |
| 9                                     | 5 мая 1982                            | ГДР                                   | 1:0                                   | 0                                     | Товарищеский матч                     |                                       |

Итого: 9 матчей (8 побед, одна ничья), голов не забито.
| Матчи Олега Романцева за олимпийскую сборную СССР | Матчи Олега Романцева за олимпийскую сборную СССР | Матчи Олега Романцева за олимпийскую сборную СССР | Матчи Олега Романцева за олимпийскую сборную СССР | Матчи Олега Романцева за олимпийскую сборную СССР | Матчи Олега Романцева за олимпийскую сборную СССР | Матчи Олега Романцева за олимпийскую сборную СССР |
| №                                                 | Дата                                              | Оппонент                                          | Счёт                                              | Голы Романцева                                    | Соревнование                                      |                                                   |
| ------------------------------------------------- | ------------------------------------------------- | ------------------------------------------------- | ------------------------------------------------- | ------------------------------------------------- | ------------------------------------------------- | ------------------------------------------------- |
| 1                                                 | 20 июля 1980                                      | Венесуэла                                         | 4:0                                               | 0                                                 | Летняя Олимпиада 1980 года                        |                                                   |
| 2                                                 | 22 июля 1980                                      | Замбия                                            | 3:1                                               | 0                                                 | Летняя Олимпиада 1980 года                        |                                                   |
| 3                                                 | 24 июля 1980                                      | Куба                                              | 8:0                                               | 1                                                 | Летняя Олимпиада 1980 года                        |                                                   |
| 4                                                 | 27 июля 1980                                      | Кувейт                                            | 2:1                                               | 0                                                 | Летняя Олимпиада 1980 года                        |                                                   |
| 5                                                 | 29 июля 1980                                      | ГДР                                               | 0:1                                               | 0                                                 | Летняя Олимпиада 1980 года                        |                                                   |
| 6                                                 | 1 августа 1980                                    | Югославия                                         | 2:0                                               | 0                                                 | Летняя Олимпиада 1980 года                        |                                                   |

Итого: 6 матчей (5 побед, одно поражение), 1 гол.

### Главный тренер
| Клуб                   | Начало работы    | Окончание работы | Результаты | Результаты | Результаты | Результаты | Результаты | Результаты | Результаты | Результаты |
| Клуб                   | Начало работы    | Окончание работы | И          | В          | Н          | П          | ГЗ         | ГП         | РМ         | В %        |
| ---------------------- | ---------------- | ---------------- | ---------- | ---------- | ---------- | ---------- | ---------- | ---------- | ---------- | ---------- |
| Красная Пресня         | 1 января 1984    | 31 декабря 1987  | 135        | 65         | 32         | 38         | 229        | 126        | +103       | 48.15      |
| Спартак (Орджоникидзе) | 1 января 1988    | 31 декабря 1988  | 43         | 15         | 9          | 19         | 58         | 62         | -4         | 34.88      |
| Спартак (Москва)       | 1 января 1989    | 31 декабря 1995  | 282        | 171        | 72         | 38         | 583        | 230        | +353       | 60.64      |
| Сборная России         | 28 июля 1994     | 11 июня 1996     | 25         | 17         | 5          | 3          | 62         | 20         | +42        | 68.00      |
| Спартак (Москва)       | 1 января 1997    | 19 июня 2003     | 269        | 155        | 51         | 63         | 486        | 307        | +179       | 57.62      |
| Сборная России         | 28 декабря 1998  | 8 июля 2002      | 35         | 19         | 9          | 7          | 54         | 30         | +24        | 54.29      |
| Сатурн                 | 23 сентября 2003 | 16 февраля 2004  | 9          | 2          | 2          | 5          | 14         | 18         | -4         | 22.22      |
| Динамо (Москва)        | 26 октября 2004  | 17 мая 2005      | 13         | 3          | 4          | 6          | 10         | 19         | -9         | 23.08      |
| Всего                  | Всего            | Всего            | 811        | 447        | 184        | 179        | 1496       | 812        | +684       | 55.12      |